# Marschbahn
| | |                                                              |                                                              |
| Streckennummer (DB): | 1210 (Elmshorn–Westerland (Sylt)) 1201 (Niebüll–Staatsgrenze) |                                                              |                                                              |
| Streckennummer: | 96 (DSB; Staatsgrenze–Tønder) |                                                              |                                                              |
| Kursbuchstrecke (DB): | 103 (Elmshorn–Itzehoe) 130 (Elmshorn–Westerland) |                                                              |                                                              |
| Kursbuchstrecke: | 101 (1934) 101n (Tonder – Lindholm 1934) 101f (St Michaelisdonn – Brunsbüttelkoog Nord 1934) 101a (Brunsbüttelkoog – Wilster 1934) 112 (1946) 112p (Süderlügum – Lindholm 1946) 112c (St Michaelisdonn – Brunsbüttelkoog Nord 1946) 112b (Brunsbüttelkoog – Wilster 1946) |                                                              |                                                              |
| Streckenlänge: | DB AG: 207,0 km DSB (Staatsgrenze–Tønder): 4,1 km |                                                              |                                                              |
| Spurweite: | 1435 mm (Normalspur) |                                                              |                                                              |
| Stromsystem: | Elmshorn–Itzehoe: 15 kV, 16,7 Hz ~ |                                                              |                                                              |
| Streckengeschwindigkeit: | 140 km/h |                                                              |                                                              |
| Zugbeeinflussung: | PZB |                                                              |                                                              |
| Zweigleisigkeit: | Elmshorn–Üst Eiderbrücke südlich Üst Eiderbrücke nördlich–Husum Husum Nord–Üst Hattstedt Bredstedt–Niebüll Klanxbüll–Morsum |                                                              |                                                              |
| | |                                                              |                                                              |
| \| \| 237,7 \| Westerland (Sylt) Weesterlön (Söl) \| Westerland (Sylt) Weesterlön (Söl) \| \| \| \| Autoverladestelle Sylt Shuttle \| \| \| \| \| Flugplatz Sylt neg[1][2] \| \| \| \| 235,7 \| Tinnum \| Tinnum \| \| \| 233,3 \| Keitum Kairem \| Keitum Kairem \| \| \| 228,8 \| Morsum Muasem \| Morsum Muasem \| \| \| \| Hindenburgdamm \| \| \| \| 220,2 \| Hindenburgdamm (Bk) \| Hindenburgdamm (Bk) \| \| \| \| \| \| \| \| 211,7 \| Klanxbüll Klangsbel \| Klanxbüll Klangsbel \| \| \| 208,2 \| Emmelsbüll \| Emmelsbüll \| \| \| 205,1 \| Lehnshallig \| Lehnshallig \| \| \| \| Fähre von Munkmarsch \| \| \| \| \| Højer Sluse \| \| \| \| \| Højer \| \| \| \| \| Daler \| \| \| \| \| Møgeltønder \| \| \| \| \| von Bramming \| \| \| \| \| von Tinglev \| \| \| \| 63,3 \| Tønder \| Tønder \| \| \| \| ehem. Anst \| \| \| \| \| Sæd/Ubjerg (geplant)[3] \| \| \| \| 67,9175,3 \| Staatsgrenze Dänemark/Deutschland \| Staatsgrenze Dänemark/Deutschland \| \| \| 171,6 \| Süderlügum (mit Awanst[4]) \| Süderlügum (mit Awanst[4]) \| \| \| 167,8 \| Uphusum (Bedarfshalt, ehem. Bf) \| Uphusum (Bedarfshalt, ehem. Bf) \| \| \| 165,9 \| Bosbüll (geplant)[5] \| Bosbüll (geplant)[5] \| \| \| 162,3 \| Eigentümergrenze neg / DB InfraGo \| Eigentümergrenze neg / DB InfraGo \| \| \| \| \| \| \| \| \| Verbindungsgleise neg / DB InfraGo \| \| \| \| 162,0198,5 \| Niebüll Naibel \| Niebüll Naibel \| \| \| \| Autoverladestelle Sylt Shuttle \| \| \| \| \| nach Dagebüll Mole (neg) \| \| \| \| 194,1 \| Lindholm \| Lindholm \| \| \| \| nach Flensburg \| \| \| \| \| Lecker Au \| \| \| \| \| vom Marinemunitionsdepot \| \| \| \| 190,3 \| Stedesand \| Stedesand \| \| \| \| Soholmer Au \| \| \| \| 184,3 \| Langenhorn (Schleswig) e Hoorne (mit Bk) \| Langenhorn (Schleswig) e Hoorne (mit Bk) \| \| \| 176,8 \| Bredstedt Bräist \| Bredstedt Bräist \| \| \| \| nach Löwenstedt \| \| \| \| 172,7 \| Struckum \| Struckum \| \| \| \| Arlau \| \| \| \| 165,8 \| Hattstedt \| Hattstedt \| \| \| \| Abstellanlage \| \| \| \| 159,4 \| Husum Nord \| Husum Nord \| \| \| \| nach Husum Außenhafen (bis 1960) \| \| \| \| \| Mühlenau (Klappbrücke) \| \| \| \| \| von Tönning (bis 1905) \| \| \| \| 158,3 \| Husum \| Husum \| \| \| \| nach Flensburg, nach Jübek \| \| \| \| \| nach Rendsburg \| \| \| \| 153,6 \| Hörn (Abzw) \| Hörn (Abzw) \| \| \| \| nach Tönning (seit 1905) \| \| \| \| 147,1 \| Friedrichstadt \| Friedrichstadt \| \| \| \| Eider (417 m) \| \| \| \| 145,2 \| Sankt Annen Eiderbrücke \| Sankt Annen Eiderbrücke \| \| \| 140,8 \| Lunden \| Lunden \| \| \| 133,9 \| Wittenwurth \| Wittenwurth \| \| \| \| von Karolinenkoog \| \| \| \| 4,8 129,3 \| Weddingstedt \| Weddingstedt \| \| \| \| von Büsum \| \| \| \| 3,3 000,0 \| Weddinghusen \| Weddinghusen \| \| \| \| Überwerfungsbauwerk \| \| \| \| \| Stadtbrücke (Heide) \| \| \| \| 0,0 124,5 \| Heide (Holst) \| Heide (Holst) \| \| \| \| nach Neumünster \| \| \| \| 119,6 \| Hemmingstedt \| Hemmingstedt \| \| \| 112,4 \| Meldorf \| Meldorf \| \| \| 111,7 \| Meldorf Üst \| Meldorf Üst \| \| \| 105,5 \| Windbergen \| Windbergen \| \| \| 0,0 101,2 \| Sankt Michaelisdonn \| Sankt Michaelisdonn \| \| \| \| nach Marne–Friedrichskoog III \| \| \| \| 2,84 000,0 \| Dingerdonn \| Dingerdonn \| \| \| 5,12 000,0 \| Eddelak \| Eddelak \| \| \| 6,34 000,0 \| Averlak \| Averlak \| \| \| 91,4 \| Burg (Dithm) \| Burg (Dithm) \| \| \| 7,75 000,0 \| Blangenmoor \| Blangenmoor \| \| \| 8,60 000,0 \| Blangenmoor Lehe \| Blangenmoor Lehe \| \| \| 90,2 \| Üst Hochdonn Nord \| Üst Hochdonn Nord \| \| \| 10,0 000,0 \| Anst Brunsbüttel Condea \| Anst Brunsbüttel Condea \| \| \| \| Anschluss Sasol \| \| \| \| 10,16 000,0 \| Josenburg \| Josenburg \| \| \| 12,1 000,0 \| Brunsbüttelkoog Nord \| Brunsbüttelkoog Nord \| \| \| \| \| \| \| \| \| Nord-Ostsee-Kanal, ehem. Drehbrücke bzw. Hochbrücke Hochdonn \| \| \| \| \| \| \| \| \| 15,6 000,0 \| Brunsbüttel \| Brunsbüttel \| \| \| \| Anschluss Elbhafen und KKW Brunsbüttel \| \| \| \| 13,7 000,0 \| Anst Brunsbüttel Ost \| Anst Brunsbüttel Ost \| \| \| \| Anschluss Industriegebiet Süd \| \| \| \| \| Anschluss Yara-Werk Brunsbüttel \| \| \| \| 10,9 000,0 \| Anst Kudensee \| Anst Kudensee \| \| \| 86,5 \| Üst Hochdonn Süd \| Üst Hochdonn Süd \| \| \| 83,2 \| Vaale (geplant) \| Vaale (geplant) \| \| \| 8,8 000,0 \| Anst Sankt Margarethen (Holst) \| Anst Sankt Margarethen (Holst) \| \| \| 1,20,000 \| Rumfleth \| Rumfleth \| \| \| \| \| \| \| \| 0,0 074,2 \| Wilster \| Wilster \| \| \| 71,0 \| Bekdorf \| Bekdorf \| \| \| 68,1 \| Heiligenstedten \| Heiligenstedten \| \| \| \| von Wrist \| \| \| \| 64,9 \| Itzehoe \| Itzehoe \| \| \| \| Stör (ehemals Klappbrücke) \| \| \| \| \| Itzehoe (1857–1878) \| \| \| \| \| Anst Alsen'sche Portland-Cementfabriken[6] \| \| \| \| 63,10,0 \| Itzehoe Alsen (Awanst, ehem. Bf)[7] \| Itzehoe Alsen (Awanst, ehem. Bf)[7] \| \| \| \| \| \| \| \| 6,5 \| Lägerdorf \| Lägerdorf \| \| \| 7,7 \| Grenze Nebenanschlussbahn Holcim \| Grenze Nebenanschlussbahn Holcim \| \| \| \| Anschluss Kreidewerke Dammann \| \| \| \| \| Werkbahnhof Holcim \| \| \| \| 59,6 \| Kremperheide \| Kremperheide \| \| \| 54,2 \| Krempe \| Krempe \| \| \| 47,4 \| Glückstadt \| Glückstadt \| \| \| (1,5) \| Glückstadt Hafen \| Glückstadt Hafen \| \| \| 43,5 \| Herzhorn \| Herzhorn \| \| \| 37,7 \| Siethwende \| Siethwende \| \| \| \| Altenmoor (Abzw) (nach Elmshorn) \| \| \| \| 31,7 \| Elmshorn West \| Elmshorn West \| \| \| \| von Kiel \| \| \| \| \| von Barmstedt \| \| \| \| 30,69700,000 \| Elmshorn \| Elmshorn \| \| \| \| Elmshorner Hafenbahn \| \| \| \| \| nach Hamburg \| \| | |                                                              |                                                              |
| Kopfbahnhof Streckenanfang | 237,7 | Westerland (Sylt) Weesterlön (Söl)                           | Westerland (Sylt) Weesterlön (Söl)                           |
| Betriebsstelle Streckenanfang · Strecke | | Autoverladestelle Sylt Shuttle                               | Autoverladestelle Sylt Shuttle                               |
| Strecke nach links · Abzweig geradeaus, nach links und von rechts | | Flugplatz Sylt neg                                           | Flugplatz Sylt neg                                           |
| ehemaliger Haltepunkt / Haltestelle | 235,7 | Tinnum                                                       | Tinnum                                                       |
| Bahnhof | 233,3 | Keitum Kairem                                                | Keitum Kairem                                                |
| Bahnhof | 228,8 | Morsum Muasem                                                | Morsum Muasem                                                |
| | | Hindenburgdamm                                               |                                                              |
| | 220,2 | Hindenburgdamm (Bk)                                          | Hindenburgdamm (Bk)                                          |
| | |                                                              |                                                              |
| Bahnhof | 211,7 | Klanxbüll Klangsbel                                          | Klanxbüll Klangsbel                                          |
| ehemaliger Bahnhof | 208,2 | Emmelsbüll                                                   | Emmelsbüll                                                   |
| Dienststation / Betriebs- oder Güterbahnhof | 205,1 | Lehnshallig                                                  | Lehnshallig                                                  |
| Strecke | | Fähre von Munkmarsch                                         | Fähre von Munkmarsch                                         |
| Strecke · Kopfbahnhof Streckenanfang (Strecke außer Betrieb) | | Højer Sluse                                                  | Højer Sluse                                                  |
| Strecke · Bahnhof (Strecke außer Betrieb) | | Højer                                                        | Højer                                                        |
| Strecke · Bahnhof (Strecke außer Betrieb) | | Daler                                                        | Daler                                                        |
| Strecke · Bahnhof (Strecke außer Betrieb) | | Møgeltønder                                                  | Møgeltønder                                                  |
| Strecke · Abzweig ehemals geradeaus und von links | | von Bramming                                                 | von Bramming                                                 |
| Strecke · Abzweig geradeaus und ehemals von links | | von Tinglev                                                  | von Tinglev                                                  |
| Strecke · Bahnhof | 63,3 | Tønder                                                       | Tønder                                                       |
| Strecke · ehemalige Blockstelle | | ehem. Anst                                                   | ehem. Anst                                                   |
| Strecke · ehemaliger Haltepunkt / Haltestelle | | Sæd/Ubjerg (geplant)                                         | Sæd/Ubjerg (geplant)                                         |
| Strecke · Grenze | 67,9175,3 | Staatsgrenze Dänemark/Deutschland                            | Staatsgrenze Dänemark/Deutschland                            |
| Strecke · Haltepunkt / Haltestelle | 171,6 | Süderlügum (mit Awanst)                                      | Süderlügum (mit Awanst)                                      |
| Strecke · Haltepunkt / Haltestelle | 167,8 | Uphusum (Bedarfshalt, ehem. Bf)                              | Uphusum (Bedarfshalt, ehem. Bf)                              |
| Strecke · ehemaliger Haltepunkt / Haltestelle | 165,9 | Bosbüll (geplant)                                            | Bosbüll (geplant)                                            |
| Strecke · Grenze | 162,3 | Eigentümergrenze neg / DB InfraGo                            | Eigentümergrenze neg / DB InfraGo                            |
| Abzweig geradeaus und von links · Strecke nach rechts | |                                                              |                                                              |
| Abzweig geradeaus und nach links · Abzweig geradeaus, nach links und von rechts · Strecke von rechts | | Verbindungsgleise neg / DB InfraGo                           | Verbindungsgleise neg / DB InfraGo                           |
| Bahnhof · Bahnhof · Strecke | 162,0198,5 | Niebüll Naibel                                               | Niebüll Naibel                                               |
| Strecke · Strecke · Betriebsstelle Streckenende | | Autoverladestelle Sylt Shuttle                               | Autoverladestelle Sylt Shuttle                               |
| Strecke nach rechts · Strecke | | nach Dagebüll Mole (neg)                                     | nach Dagebüll Mole (neg)                                     |
| Dienststation / Betriebs- oder Güterbahnhof | 194,1 | Lindholm                                                     | Lindholm                                                     |
| Abzweig geradeaus und ehemals nach links | | nach Flensburg                                               | nach Flensburg                                               |
| Brücke über Wasserlauf | | Lecker Au                                                    | Lecker Au                                                    |
| Abzweig geradeaus und ehemals von links | | vom Marinemunitionsdepot                                     | vom Marinemunitionsdepot                                     |
| Dienststation / Betriebs- oder Güterbahnhof | 190,3 | Stedesand                                                    | Stedesand                                                    |
| Brücke über Wasserlauf | | Soholmer Au                                                  | Soholmer Au                                                  |
| Haltepunkt / Haltestelle | 184,3 | Langenhorn (Schleswig) e Hoorne (mit Bk)                     | Langenhorn (Schleswig) e Hoorne (mit Bk)                     |
| Bahnhof | 176,8 | Bredstedt Bräist                                             | Bredstedt Bräist                                             |
| Abzweig geradeaus und ehemals nach links | | nach Löwenstedt                                              | nach Löwenstedt                                              |
| ehemaliger Bahnhof | 172,7 | Struckum                                                     | Struckum                                                     |
| Brücke über Wasserlauf | | Arlau                                                        | Arlau                                                        |
| Überleitstelle / Spurwechsel | 165,8 | Hattstedt                                                    | Hattstedt                                                    |
| Abzweig geradeaus und von links | | Abstellanlage                                                | Abstellanlage                                                |
| ehemaliger Bahnhof | 159,4 | Husum Nord                                                   | Husum Nord                                                   |
| Abzweig geradeaus und ehemals nach rechts | | nach Husum Außenhafen (bis 1960)                             | nach Husum Außenhafen (bis 1960)                             |
| Brücke über Wasserlauf | | Mühlenau (Klappbrücke)                                       | Mühlenau (Klappbrücke)                                       |
| Abzweig geradeaus und ehemals von rechts | | von Tönning (bis 1905)                                       | von Tönning (bis 1905)                                       |
| Bahnhof | 158,3 | Husum                                                        | Husum                                                        |
| Abzweig geradeaus und nach links · Abzweig quer und ehemals nach rechts | | nach Flensburg, nach Jübek                                   | nach Flensburg, nach Jübek                                   |
| Abzweig geradeaus und ehemals nach links | | nach Rendsburg                                               | nach Rendsburg                                               |
| Blockstelle | 153,6 | Hörn (Abzw)                                                  | Hörn (Abzw)                                                  |
| Abzweig geradeaus und nach rechts | | nach Tönning (seit 1905)                                     | nach Tönning (seit 1905)                                     |
| Bahnhof | 147,1 | Friedrichstadt                                               | Friedrichstadt                                               |
| Brücke über Wasserlauf | | Eider (417 m)                                                | Eider (417 m)                                                |
| Überleitstelle / Spurwechsel | 145,2 | Sankt Annen Eiderbrücke                                      | Sankt Annen Eiderbrücke                                      |
| Haltepunkt / Haltestelle | 140,8 | Lunden                                                       | Lunden                                                       |
| ehemaliger Haltepunkt / Haltestelle | 133,9 | Wittenwurth                                                  | Wittenwurth                                                  |
| Strecke von rechts (außer Betrieb) · Strecke | | von Karolinenkoog                                            | von Karolinenkoog                                            |
| Haltepunkt / Haltestelle (Strecke außer Betrieb) · ehemaliger Haltepunkt / Haltestelle | 4,8 129,3 | Weddingstedt                                                 | Weddingstedt                                                 |
| Abzweig ehemals geradeaus und von rechts · Strecke | | von Büsum                                                    | von Büsum                                                    |
| ehemaliger Haltepunkt / Haltestelle · Strecke | 3,3 000,0 | Weddinghusen                                                 | Weddinghusen                                                 |
| Strecke nach links · Kreuzung geradeaus oben · Strecke von rechts | | Überwerfungsbauwerk                                          | Überwerfungsbauwerk                                          |
| Strecke mit Straßenbrücke · Strecke mit Straßenbrücke | | Stadtbrücke (Heide)                                          | Stadtbrücke (Heide)                                          |
| Bahnhof · Bahnhof | 0,0 124,5 | Heide (Holst)                                                | Heide (Holst)                                                |
| Strecke · Strecke nach links | | nach Neumünster                                              | nach Neumünster                                              |
| Dienststation / Betriebs- oder Güterbahnhof | 119,6 | Hemmingstedt                                                 | Hemmingstedt                                                 |
| Haltepunkt / Haltestelle | 112,4 | Meldorf                                                      | Meldorf                                                      |
| Überleitstelle / Spurwechsel | 111,7 | Meldorf Üst                                                  | Meldorf Üst                                                  |
| ehemaliger Haltepunkt / Haltestelle | 105,5 | Windbergen                                                   | Windbergen                                                   |
| Bahnhof | 0,0 101,2 | Sankt Michaelisdonn                                          | Sankt Michaelisdonn                                          |
| Abzweig geradeaus, nach links und ehemals nach rechts · Strecke von rechts | | nach Marne–Friedrichskoog III                                | nach Marne–Friedrichskoog III                                |
| ehemaliger Haltepunkt / Haltestelle · Strecke | 2,84 000,0 | Dingerdonn                                                   | Dingerdonn                                                   |
| ehemaliger Bahnhof · Strecke | 5,12 000,0 | Eddelak                                                      | Eddelak                                                      |
| ehemaliger Haltepunkt / Haltestelle · Strecke | 6,34 000,0 | Averlak                                                      | Averlak                                                      |
| Strecke · Haltepunkt / Haltestelle | 91,4 | Burg (Dithm)                                                 | Burg (Dithm)                                                 |
| ehemaliger Haltepunkt / Haltestelle · Strecke | 7,75 000,0 | Blangenmoor                                                  | Blangenmoor                                                  |
| ehemaliger Haltepunkt / Haltestelle · Strecke | 8,60 000,0 | Blangenmoor Lehe                                             | Blangenmoor Lehe                                             |
| Strecke von links · Abzweig ehemals geradeaus und nach rechts · Überleitstelle / Spurwechsel | 90,2 | Üst Hochdonn Nord                                            | Üst Hochdonn Nord                                            |
| Blockstelle · Strecke (außer Betrieb) · Strecke | 10,0 000,0 | Anst Brunsbüttel Condea                                      | Anst Brunsbüttel Condea                                      |
| Abzweig ehemals geradeaus und nach rechts · Strecke (außer Betrieb) · Strecke | | Anschluss Sasol                                              | Anschluss Sasol                                              |
| Haltepunkt / Haltestelle (Strecke außer Betrieb) · Strecke (außer Betrieb) · Strecke | 10,16 000,0 | Josenburg                                                    | Josenburg                                                    |
| Kopfbahnhof Streckenende (Strecke außer Betrieb) · Strecke (außer Betrieb) · Strecke | 12,1 000,0 | Brunsbüttelkoog Nord                                         | Brunsbüttelkoog Nord                                         |
| | |                                                              |                                                              |
| Brücke über Wasserlauf | | Nord-Ostsee-Kanal, ehem. Drehbrücke bzw. Hochbrücke Hochdonn | Nord-Ostsee-Kanal, ehem. Drehbrücke bzw. Hochbrücke Hochdonn |
| | |                                                              |                                                              |
| Betriebs-/Güterbahnhof Streckenanfang · Strecke (außer Betrieb) · Strecke | 15,6 000,0 | Brunsbüttel                                                  | Brunsbüttel                                                  |
| Abzweig geradeaus und ehemals von rechts · Strecke (außer Betrieb) · Strecke | | Anschluss Elbhafen und KKW Brunsbüttel                       | Anschluss Elbhafen und KKW Brunsbüttel                       |
| Blockstelle · Strecke (außer Betrieb) · Strecke | 13,7 000,0 | Anst Brunsbüttel Ost                                         | Anst Brunsbüttel Ost                                         |
| Abzweig geradeaus und ehemals nach rechts · Strecke (außer Betrieb) · Strecke | | Anschluss Industriegebiet Süd                                | Anschluss Industriegebiet Süd                                |
| Abzweig geradeaus und ehemals von rechts · Strecke (außer Betrieb) · Strecke | | Anschluss Yara-Werk Brunsbüttel                              | Anschluss Yara-Werk Brunsbüttel                              |
| Blockstelle · Strecke (außer Betrieb) · Strecke | 10,9 000,0 | Anst Kudensee                                                | Anst Kudensee                                                |
| Strecke nach links · Abzweig ehemals geradeaus und von rechts · Überleitstelle / Spurwechsel | 86,5 | Üst Hochdonn Süd                                             | Üst Hochdonn Süd                                             |
| Strecke · ehemaliger Haltepunkt / Haltestelle | 83,2 | Vaale (geplant)                                              | Vaale (geplant)                                              |
| Blockstelle · Strecke | 8,8 000,0 | Anst Sankt Margarethen (Holst)                               | Anst Sankt Margarethen (Holst)                               |
| ehemaliger Haltepunkt / Haltestelle · Strecke | 1,20,000 | Rumfleth                                                     | Rumfleth                                                     |
| Abzweig geradeaus und von links · Strecke nach rechts | |                                                              |                                                              |
| Bahnhof | 0,0 074,2 | Wilster                                                      | Wilster                                                      |
| ehemaliger Bahnhof | 71,0 | Bekdorf                                                      | Bekdorf                                                      |
| ehemaliger Haltepunkt / Haltestelle | 68,1 | Heiligenstedten                                              | Heiligenstedten                                              |
| Abzweig geradeaus und ehemals von links | | von Wrist                                                    | von Wrist                                                    |
| Bahnhof | 64,9 | Itzehoe                                                      | Itzehoe                                                      |
| Brücke über Wasserlauf | | Stör (ehemals Klappbrücke)                                   | Stör (ehemals Klappbrücke)                                   |
| ehemaliger Bahnhof | | Itzehoe (1857–1878)                                          | Itzehoe (1857–1878)                                          |
| Abzweig geradeaus und ehemals von links | | Anst Alsen'sche Portland-Cementfabriken                      | Anst Alsen'sche Portland-Cementfabriken                      |
| Blockstelle | 63,10,0 | Itzehoe Alsen (Awanst, ehem. Bf)                             | Itzehoe Alsen (Awanst, ehem. Bf)                             |
| Abzweig geradeaus und nach links · Strecke von rechts | |                                                              |                                                              |
| Strecke · Dienststation / Betriebs- oder Güterbahnhof | 6,5 | Lägerdorf                                                    | Lägerdorf                                                    |
| Strecke · Grenze | 7,7 | Grenze Nebenanschlussbahn Holcim                             | Grenze Nebenanschlussbahn Holcim                             |
| Strecke · Abzweig geradeaus und von rechts | | Anschluss Kreidewerke Dammann                                | Anschluss Kreidewerke Dammann                                |
| Strecke · Betriebs-/Güterbahnhof Streckenende | | Werkbahnhof Holcim                                           | Werkbahnhof Holcim                                           |
| Haltepunkt / Haltestelle | 59,6 | Kremperheide                                                 | Kremperheide                                                 |
| Haltepunkt / Haltestelle | 54,2 | Krempe                                                       | Krempe                                                       |
| Bahnhof | 47,4 | Glückstadt                                                   | Glückstadt                                                   |
| Betriebs-/Güterbahnhof Streckenanfang und quer (Strecke außer Betrieb) · Abzweig geradeaus, ehemals nach rechts und ehemals von rechts | (1,5) | Glückstadt Hafen                                             | Glückstadt Hafen                                             |
| Haltepunkt / Haltestelle | 43,5 | Herzhorn                                                     | Herzhorn                                                     |
| ehemaliger Bahnhof | 37,7 | Siethwende                                                   | Siethwende                                                   |
| Abzweig geradeaus und ehemals nach links | | Altenmoor (Abzw) (nach Elmshorn)                             | Altenmoor (Abzw) (nach Elmshorn)                             |
| Dienststation / Betriebs- oder Güterbahnhof | 31,7 | Elmshorn West                                                | Elmshorn West                                                |
| Abzweig geradeaus und von links | | von Kiel                                                     | von Kiel                                                     |
| Strecke · Strecke von links | | von Barmstedt                                                | von Barmstedt                                                |
| Bahnhof · Haltepunkt / Haltestelle Streckenende | 30,69700,000 | Elmshorn                                                     | Elmshorn                                                     |
| Abzweig geradeaus und ehemals nach rechts | | Elmshorner Hafenbahn                                         | Elmshorner Hafenbahn                                         |
| Strecke | | nach Hamburg                                                 | nach Hamburg                                                 |

Als Marschbahn wird eine in Schleswig-Holstein gelegene Eisenbahnhauptstrecke bezeichnet, die die Bahnhöfe Elmshorn im Süden und Westerland auf Sylt bzw. Tondern als dänischen Grenzbahnhof im Norden miteinander verbindet. Sie ist Teil einer 237 Kilometer langen, durchgehenden Eisenbahnverbindung von Hamburg-Altona nach Westerland (Sylt) und in den Fahrplänen der Deutschen Bahn als Kursbuchstrecke 130 verzeichnet.

## Streckenbeschreibung
Die Marschbahn zweigt in Elmshorn von der Bahnstrecke Hamburg-Altona–Kiel ab, auf dieser verkehren Züge bis nach Flensburg. Zusammen mit den Regionalzügen auf der Relation Hamburg–Elmshorn (Linien R61 nach Itzehoe und R71 nach Wrist im HVV) ergibt sich ein sehr starkes Verkehrsaufkommen. Beeinträchtigungen durch den Engpass südlich von Elmshorn wirken sich daher auch auf den Betrieb der Marschbahn aus.
Ab Elmshorn verläuft die Marschbahn-Strecke in einem Bogen über Glückstadt nach Itzehoe. Dieser Abschnitt durchquert zunächst die Kollmarer Marsch und ab Glückstadt die Kremper Marsch. Nachdem in Itzehoe die Stör passiert wird, führt die Strecke im weiteren Verlauf durch die Wilstermarsch in die Stadt Wilster. Die Bahnstrecke schwenkt hier erneut gen Norden und führt im weiteren Verlauf auf die Hochbrücke Hochdonn zu. Nach Überquerung dieses Bauwerkes wird bei Burg die Dithmarscher Geest erreicht.
Auf dem Geestrücken verläuft die Marschbahn zunächst in westlicher Richtung nach St. Michaelisdonn, danach in nördlicher Richtung über Meldorf nach Heide (Holst). Nach Querung der Eiderbrücke zwischen den Haltepunkten Lunden und Friedrichstadt wird der Kreis Nordfriesland erreicht. Weiter führt die Strecke durch die Südermarsch zum Bahnhof Husum. Über Bredstedt und Langenhorn verläuft die Strecke dann zum Bahnhof der Stadt Niebüll und durch die Wiedingharde weiter nach Klanxbüll, dem letzten Haltepunkt auf dem nordfriesischen Festland.
Nach Überquerung des Hindenburgdamms wird die nördlichste der Nordfriesischen Inseln, Sylt, erreicht. Endpunkt hier ist der Bahnhof im Ortsteil Westerland der Gemeinde Sylt. Vorgelagerte Bahnhöfe befinden sich in den Ortsteilen Morsum und Keitum.

### Besondere Streckenabschnitte

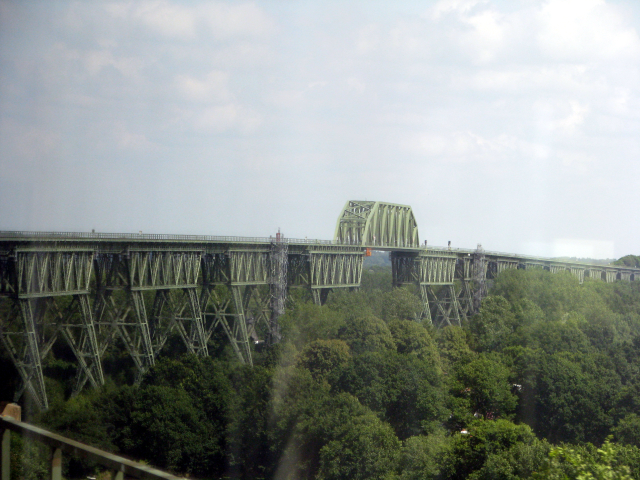
Hochbrücke Hochdonn

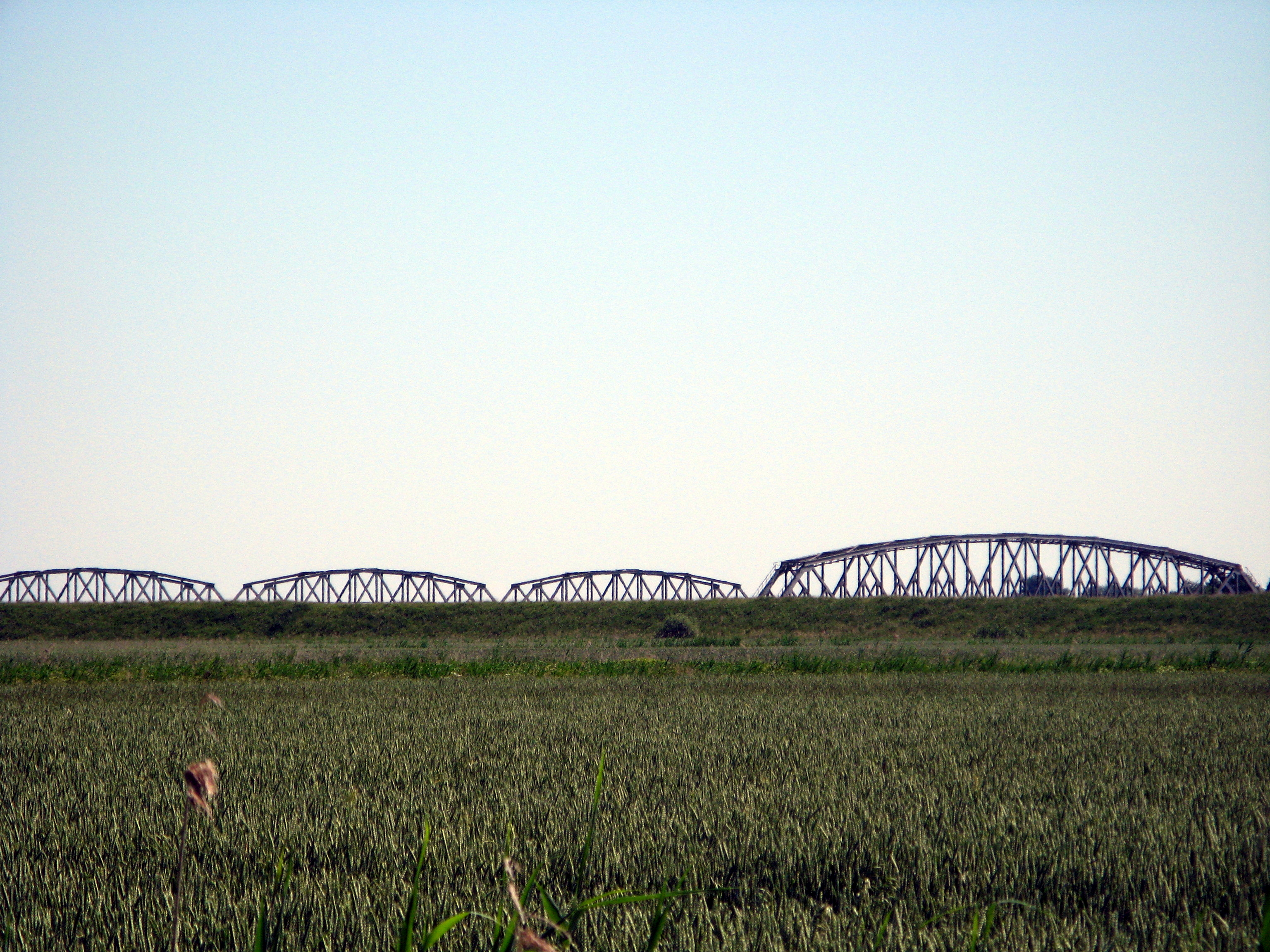
Eisenbahnbrücke der Marschbahn über die Eider bei Friedrichstadt

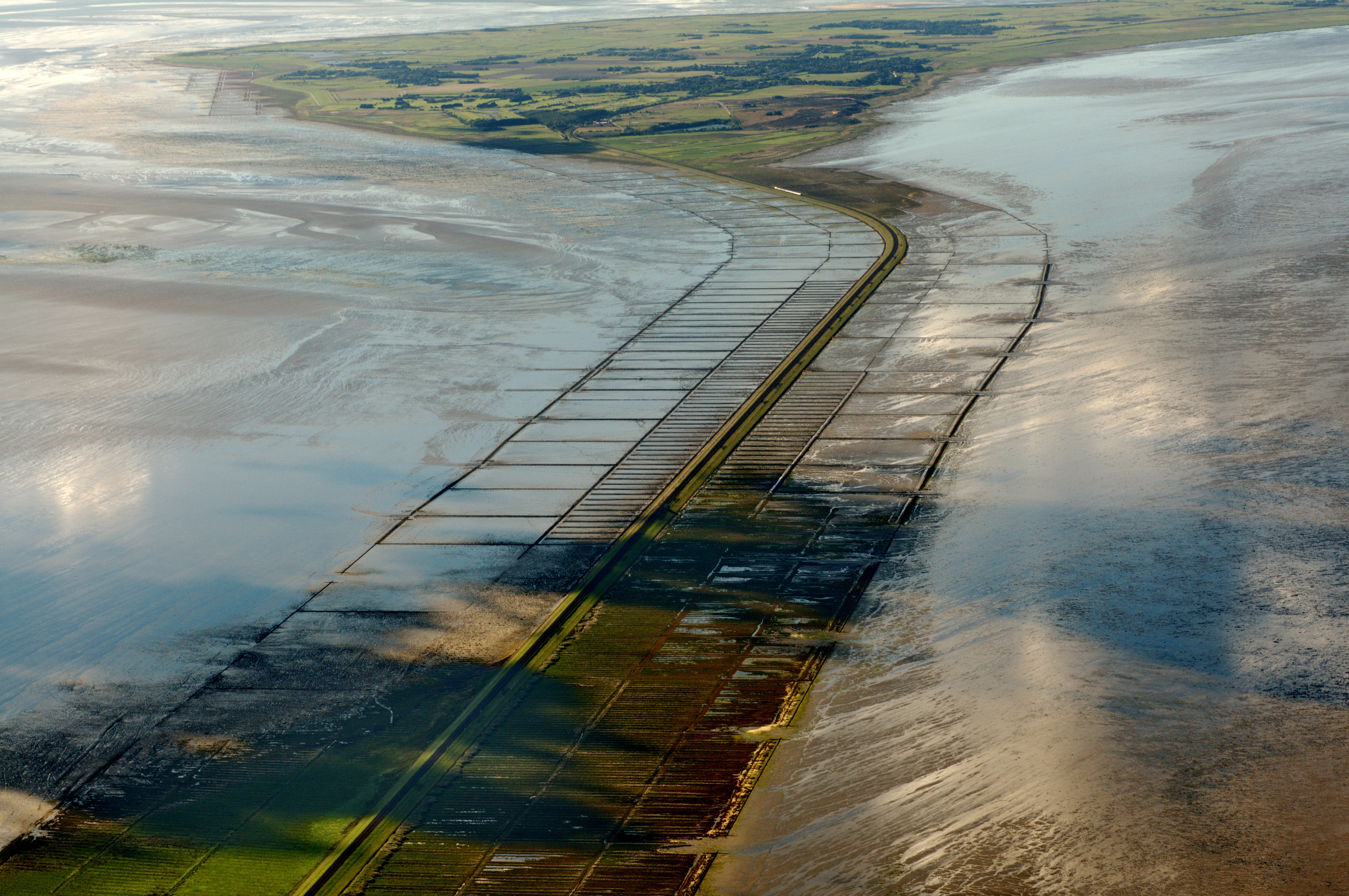
Hindenburgdamm

Die Marschbahn verläuft an mehreren Orten auf Ingenieurbauwerken, die einen reizvollen Blick auf Natur und Landschaft der Marschen ermöglichen. So überqueren die Gleise auf der 42 Meter hohen Hochbrücke Hochdonn den Nord-Ostsee-Kanal mit einer Gesamtlänge von 2218 Metern und einer Stützweite von 143 Metern direkt über dem Wasserlauf. Hier lässt sich – bei entsprechender Witterung – in südlicher Richtung bis nach Brunsbüttel mit seinen Industrieanlagen blicken.
Die Kanalbrücke wurde 1920 als Ersatz für eine Drehbrücke in Taterphahl bei Eddelak eröffnet (näheres siehe Abschnitt Geschichte). Einzelne Teile der erwähnten Drehbrücke wurden nach der Demontage in der Klappbrücke bei Lindaunis (siehe Lindaunisbrücke) wiederverwendet.
Zwischen den Bahnhöfen Klanxbüll und Morsum wird die Strecke seit 1927 über den Hindenburgdamm durch das nordfriesische Watt geführt. Auf dem Damm befindet sich die Blockstelle Hindenburgdamm, deren Personal in der Vergangenheit bei Betriebshalten von Planzügen abgesetzt oder aufgenommen wurde. Seit 1996 wird sie mit selbsttätigem Streckenblock ohne Personal betrieben.
Weitere Brückenbauwerke der Strecke mit umfangreicher Geschichte sind die Störbrücke in Itzehoe, die Eiderbrücke zwischen Lunden und Friedrichstadt und die Klappbrücke am Übergang zwischen Binnen- und Außenhafen in Husum.
Die älteste Brücke der Strecke über die Stör vor Itzehoe war eine Drehbrücke. Sie wurde von der Deutschen Reichsbahn durch eine zweiflügelige Klappbrücke ersetzt. Zur Elektrifizierung der Strecke musste der Klappmechanismus der Brücke durch Verschweißen stillgelegt werden. Zuvor war sicherzustellen, dass die Brücke für Schiffe nicht mehr aufgeklappt werden musste, wozu das Wendebecken für Frachtschiffe auf die Westseite der Brücke verlegt wurde. Die heutige Betonbrücke an gleicher Stelle konnte erst zu Beginn des Jahres 2012 fertig gestellt werden.
Die Eider wurde ursprünglich durch eine zweigleisige mechanische Drehbrücke überquert, die beim Umbau durch eine eingleisige hydraulisch betriebene Anlage ersetzt wurde.
Auf einer einflügeligen Klappbrücke nördlich des Bahnhofs Husum überquert die Marschbahn die Husumer Au, die an dieser Stelle beidseits zu Hafenanlagen ausgebaut ist. Dieser 1991 errichtete Brückenkörper löste eine ursprünglich 1910 errichtete zweigleisige Klappbrücke ab, die 1963 auf ein Gleis reduziert wurde. Vor 1910 bestand auch hier eine eingleisige Drehbrücke.

### Seitenstrecken

#### In Betrieb
Die Bahnstrecke Itzehoe–Lägerdorf ist eine am 19. November 1951 eröffnete 7,7 Kilometer lange Güterzugstrecke. Für den Betrieb wurde eigens die Bahnbetriebsgesellschaft Lägerdorf gegründet (bis 1982).
Die heutige Stichstrecke Wilster–Brunsbüttel(koog) besteht größtenteils aus dem ursprünglichen Verlauf der Marschbahntrasse. Ab 1. Mai 1893 wurde Brunsbüttelkoog über eine Stichstrecke von Sankt Margarethen aus angebunden. Aus diesen beiden Streckenabschnitten wurde später die südliche Stichstrecke nach Brunsbüttel. Diese bindet heute die Industrieareale dort an. Noch bis zum 27. Mai 1988 wurde diese Trasse auch im Personenverkehr bedient, seither nur noch im Güterverkehr.
Die Verlegung der Marschbahntrasse wurde erforderlich, um den Nord-Ostsee-Kanal auch nach seiner Verbreiterung weiterhin queren zu können. Diese Maßnahme war ursprünglich für das Jahr 1914 geplant worden, verzögerte sich jedoch. Die bis 1920 in Betrieb befindliche Drehbrücke bei Taterpfahl war eine der Engpassstellen für den Ausbau. Sie wurde durch die Hochbrücke Hochdonn ersetzt. Um diese Hochbrücke erschließen zu können, mussten kilometerlange Rampen errichtet werden, die zur Verlegung der Trasse zwischen den Bahnhöfen Wilster und Sankt Michaelisdonn führten.
Die Bahnstrecke Sankt Michaelisdonn – Brunsbüttel Nord besteht ebenfalls aus dem 1920 verbliebenen Rest der Marschbahn westlich des Nord-Ostsee-Kanals, der durch den Bau der Hochbrücke Hochdonn entstand. Hier stellte die Deutsche Bundesbahn im Jahr 1969 den Personenverkehr ein. Auf diesem Streckenast erfolgt nur noch Güterverkehr zum Anschluss der Firma Sasol in Brunsbüttel.
Die Bahnstrecke Heide–Büsum besteht aus dem Abschnitt Heide–Weddinghusen der ursprünglich von Heide ans Eiderufer gegenüber Tönning gebauten ersten Eisenbahn in Heide und ihrer Fortsetzung nach Büsum, die regen Personenverkehr aufweist.
Die Bahnstrecke Neumünster–Heide ist die alte Stammstrecke der westholsteinischen Eisenbahn.
Die Bahnstrecke Jübek–Husum entstand aus der Flensburg–Husum–Tönninger Eisenbahn (FHTE), nachdem Preußen nach 1868 das Eisenbahnnetz in Südschleswig umstrukturiert hatte.
Die Bahnstrecke Husum – Tönning – Bad Sankt Peter-Ording ist im Abschnitt Husum–Tönning aus der FHTE entstanden und wurde nach 1920 bis Sankt Peter erweitert.
Die Bahnstrecke Niebüll – Dagebüll entstand 1895 als meterspurige Kleinbahn und ist seit 1926 in Normalspur eine für den Touristenverkehr nach Föhr und Amrum wichtige Anschlussstrecke.
Die Fortsetzung der Marschbahn Niebüll – Bramming wurde 1887 als ursprüngliche Marschbahn gebaut und verlor 1920 mit der Abtretung an Dänemark nach der Volksabstimmung an Bedeutung. Der Streckenast zwischen Niebüll über Tondern nach Esbjerg wird heute als Nebenbahn betrieben.

#### Außer Betrieb

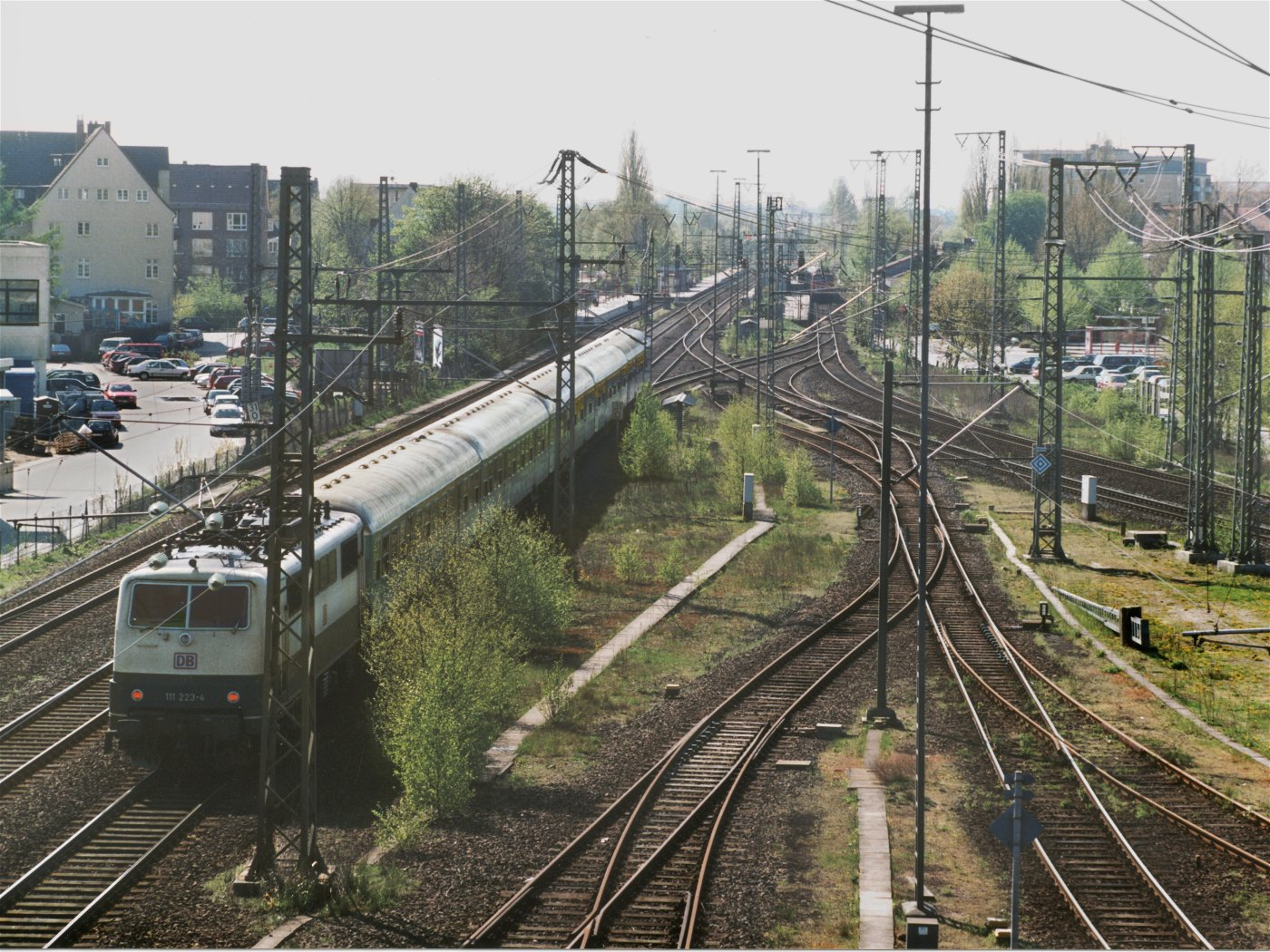
Bahnhof Elmshorn mit Abzweigung der Marschbahn (rechts), 1999

Die Hafenbahnen von Glückstadt, Itzehoe und Husum wurden bei einer großen Stilllegungsaktion der Eisenbahndirektion Altona 1970 außer Betrieb genommen.
Die Bahnstrecke Wrist–Itzehoe ist abgebaut.
Die Bahnstrecke St. Michaelisdonn–Friedrichskoog ist ab Marne abgebaut. Die Reststrecke zwischen St. Michaelisdonn und Marne kann mit Draisinen befahren werden.
Die Bahnstrecke Flensburg Weiche–Lindholm ist zwar seit 1981 buchmäßig stillgelegt, ihre teilweise Reaktivierung wird aber immer wieder diskutiert.

#### Abgebaute Seitenstrecken
- Die Elmshorner Hafenbahn, die hinter dem nördlichen Ende der Bahnsteige mit den Verzweigungen nach Westerland und nach Kiel von dem unmittelbar zur Marschbahn abgehenden Gleis nach Süden abzweigte und hinter der Brücke über die Krückau nach Westen verschwenkte, wurde Ende der 1980er Jahre aufgegeben und 2003 demontiert.
- Die schnurgerade Trasse der abgebauten Bahnstrecke Heide–Karolinenkoog kann ab Wittenwurth aus vorbeifahrenden Zügen noch verfolgt werden. Von nördlich des Rastplatzes „Weißes Moor“ bis kurz hinter Hemmerwurth verläuft die Bundesstraße 5 auf der ehemaligen Trasse.
- Von der Bahnstrecke Husum–Schwabstedt–Erfde–Rendsburg liegt noch das Gleis bis kurz vor die Stadtgrenze Husums, es wird gelegentlich als Abstellgleis genutzt.
- Strecke Husum–Löwenstedt–Flensburg
- Von der Bahnstrecke Bredstedt–Löwenstedt ist der für diese Strecke erbaute Wasserturm in Bredstedt zu sehen.

### Ausbaustand
Die Strecke ist zum größten Teil zweigleisig. Eingleisige Abschnitte gibt es im Bereich der Eiderbrücke bei Friedrichstadt sowie zwischen den Bahnhöfen Husum und Husum Nord, Hattstedt und Bredstedt, Niebüll und Klanxbüll, schließlich zwischen Morsum und Westerland.
Durch aufwändiges kreuzungsfreies Ausfädeln der Bahnstrecke Heide–Büsum aus Heide, Ersatz der Eiderbrücke vor Friedrichstadt mit einer neuen Drehbrücke und teilweise zweigleisigen Ausbau der Strecke bis Westerland wurde die Marschbahn bereits in den 1950er und 1960er Jahren für höhere Geschwindigkeiten ausgebaut. Auf dem Abschnitt Elmshorn–Itzehoe ist die Marschbahn seit 1998 elektrifiziert. Für die Intercity-Züge Richtung Westerland ist damit ein Lokwechsel in Itzehoe notwendig, wo auf Doppelbespannung mit Dieselloks der Baureihe 218 gewechselt wird. Bei EuroCity-Zügen wurde dieser Lokwechsel in Hamburg Hbf vollzogen. Der Streckenast nach Tondern wurde 2007 für Geschwindigkeiten von 80 km/h ausgebaut. Damit verkürzte sich die Reisezeit auf diesem Stück der Marschbahn um rund zehn Minuten. Zwischen Juni 2024 und Januar 2025 wurden bei einer Totalsperrung zwischen Niebüll und Uphusum die etwa 120 Jahr alten auf Eichenpfählen gegründeten Brücken über den Bosbüller Sielzug und den Dreiharder Gotteskoogstrom durch neue Bauwerke aus Stahlbeton ersetzt.

### Geplante Ausbauten
Den Ausbau des Abschnittes zwischen Niebüll und Klanxbüll kündigte Schleswig-Holsteins Verkehrsminister Dietrich Austermann für 2007 an. Seitdem waren nur Vorbereitungsmaßnahmen zu sehen. Im Bundesverkehrswegeplan 2030 sind die Elektrifizierung des Abschnittes Itzehoe–Wilster (und weiter bis Brunsbüttel) sowie der zweigleisige Ausbau der Abschnitte Niebüll–Klanxbüll und Tinnum–Morsum vorgesehen.
Für den zweigleisigen Ausbau zwischen Niebüll, Klanxbüll und Westerland lief im Oktober 2024 die Vorplanung, die daran anschließende parlamentarische Befassung zu dem Projekt soll nach Angaben des Bundesverkehrsministeriums Anfang bis Mitte 2025 abgeschlossen sein. Die weitere Finanzierung des Projekts ist noch nicht geklärt.
Im Juli 2022 kündigte der schleswig-holsteinische Verkehrsminister Claus Ruhe Madsen an, eine Neubaustrecke zwischen Itzehoe und Horst entlang der A 23 voranzutreiben, wo diese in die Strecke Hamburg–Kiel eingefädelt werden soll. Mit der 16 Kilometer langen Strecke soll sich die Fahrzeit zwischen Itzehoe und Elmshorn von 22 auf 12 Minuten verringern. Zudem sollen die Trassenkonflikte reduziert werden, wodurch Regionalbahnen von Hamburg über Glückstadt nach Itzehoe genau im Halbstundentakt fahren können.

## Geschichte

### Bis zum Ersten Weltkrieg

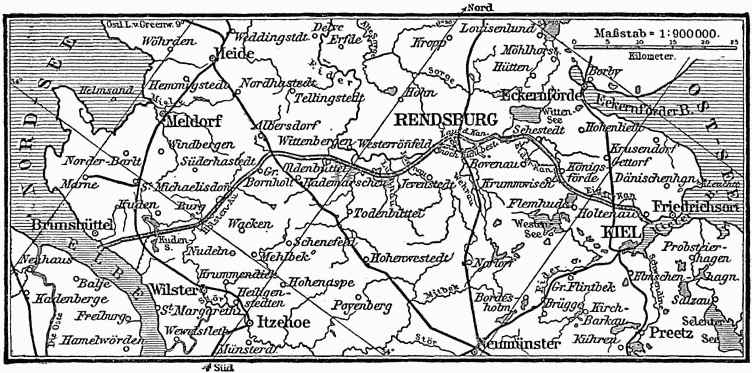
Landkarte von 1888, mit der Marschbahn zwischen Heide und Itzehoe

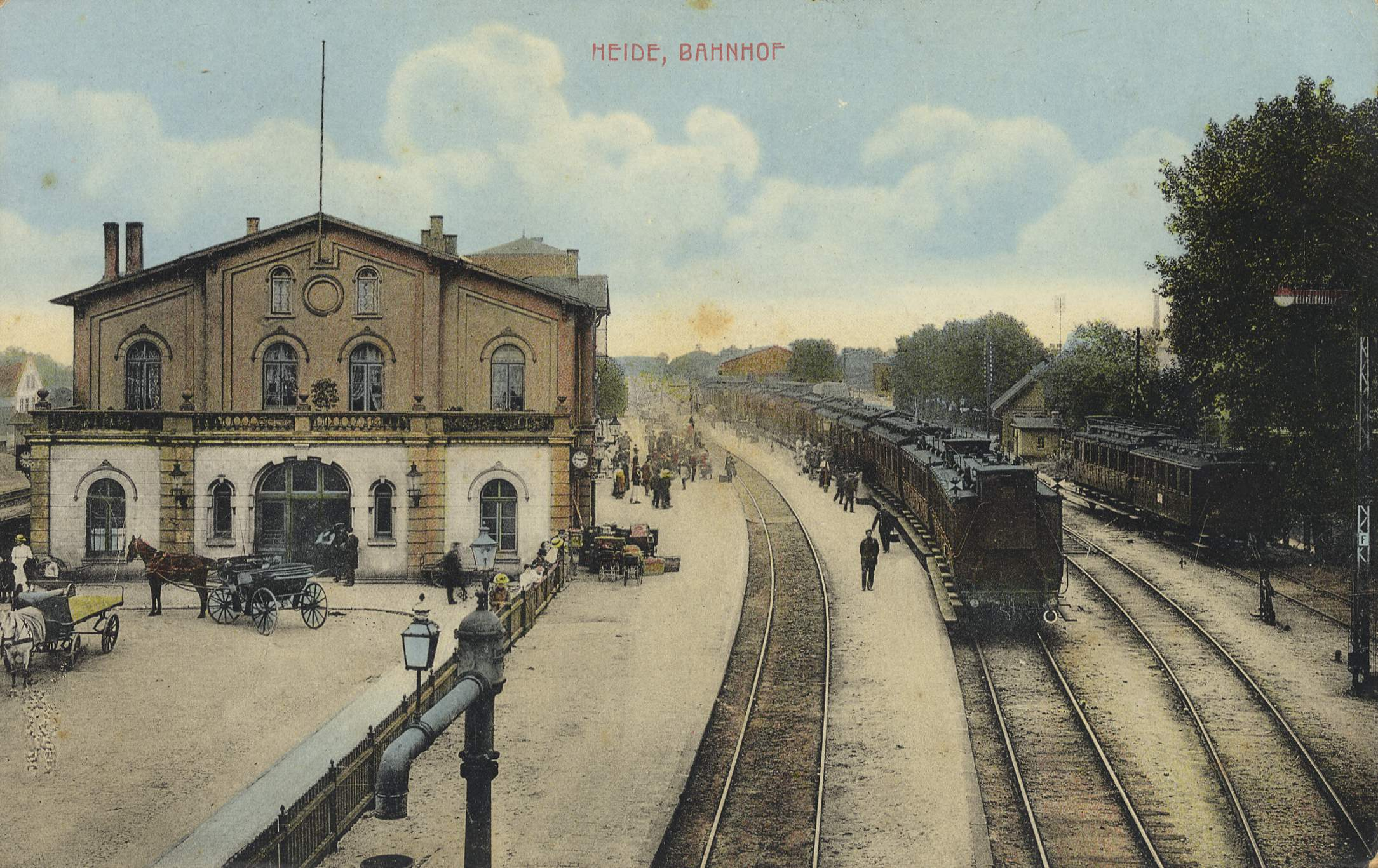
Bahnhof Heide (Holst) auf einer Postkarte um 1900

Die heutige Marschbahn wurde durch die Glückstadt-Elmshorner Eisenbahn-Gesellschaft initiiert, die kurz nach der Inbetriebnahme der Strecke Altona–Kiel (AKE) am 18. September 1844 eine Bahnstrecke von Elmshorn nach Glückstadt am 20. Juli 1845 eröffnete. 1863 übernahm die Gesellschaft die zuvor an die AKE vergebene Betriebsführung in eigener Regie.
Am 6. August 1857 konnte die Fortsetzung der Marschbahn nach Itzehoe feierlich in Betrieb genommen werden. Endlich erbrachte die Gesellschaft eine auszahlbare Dividende. 1878 wurde Heide im Bahnhof der Bahnstrecke Heide–Karolinenkoog erreicht.
Von 1878 bis 1887 führte die Verbindung nach Norden über Karolinenkoog, per Fähre nach Tönning und mit der Bahn nach Husum, von wo eine Weiterfahrt nach Flensburg möglich war oder den Wechsel des Verkehrsmittels erforderte.
Am 1. Januar 1879 wurde die Glückstadt-Elmshorner Eisenbahn-Gesellschaft in die Holsteinische Marschbahn-Gesellschaft und 1888 wurde diese in die Schleswig-Holsteinische Marschbahn-Gesellschaft überführt. Elmshorn stieg damit zum ersten Eisenbahnknoten in den Herzogtümern auf. Am 1. Juli 1890 ging das Sachvermögen der Gesellschaft in das Eigentum des preußischen Staates über und unterstand zusammen mit der Altona-Kieler Eisenbahn der Verwaltung durch die Eisenbahndirektion Altona.
1886 begann der Weiterbau der Marschbahnstrecke. Am 1. September wurde der Bahnhof Lunden eröffnet, im selben Jahr die Eiderbrücke bei Friedrichstadt errichtet und eine Verbindung zur Bahnstrecke Flensburg–Husum–Tönning in Husum geschaffen. So wurde 1887 die Strecke von Itzehoe nach Husum verlängert und von dort weiter nach Norden ausgebaut, am 17. Oktober 1887 bis Bredstedt, am 15. November 1887 bis Niebüll eröffnet. Ab 1887 war die Marschbahn von Niebüll weiter nach Norden bis Tondern befahrbar. Dort gab es Anschlussbahnen nach Tingleff und Hoyerschleuse, letztere mit Fähranschluss nach Sylt. Ebenso waren Bredebro (mit Anschluss nach Lügumkloster und ab 1901 indirekt über die Apenrader Kreisbahn Apenrade), Scherrebek (mit Anschlüssen der Haderslebener Kreisbahn), Ripen bis Bramming verbunden, wo die Strecke Anschluss an das dänische Hauptbahnnetz bekam.
Die Strecke gewann mit der Industrialisierung zunehmend Bedeutung zum Transport von landwirtschaftlichen Erzeugnissen in die Industrieregionen mit Schwerpunkt Hamburg. An allen größeren Bahnhöfen entstanden Verladeanlagen für Lebendvieh, die größte in Husum, nahe dem Viehmarkt am Nordbahnhof, der um 1900 große Viehverladeanlagen erhielt. Der Personenverkehr zu den Nordseebädern ist seit dem Aufkommen des Badetourismus Ende des 19. Jahrhunderts im Sommer besonders ausgeprägt.
Beim Bau des 1895 eröffneten Kaiser-Wilhelm-Kanals (heute Nord-Ostsee-Kanal) wurde die Strecke bei Taterpfahl (Gemeinde Averlak) mit einer Drehbrücke über den neuen Kanal geführt.

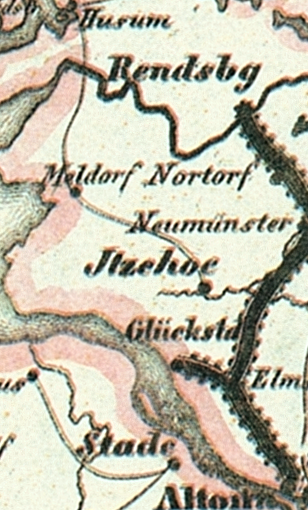
Verlauf 1849
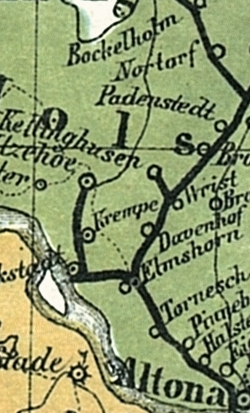
Verlauf 1861
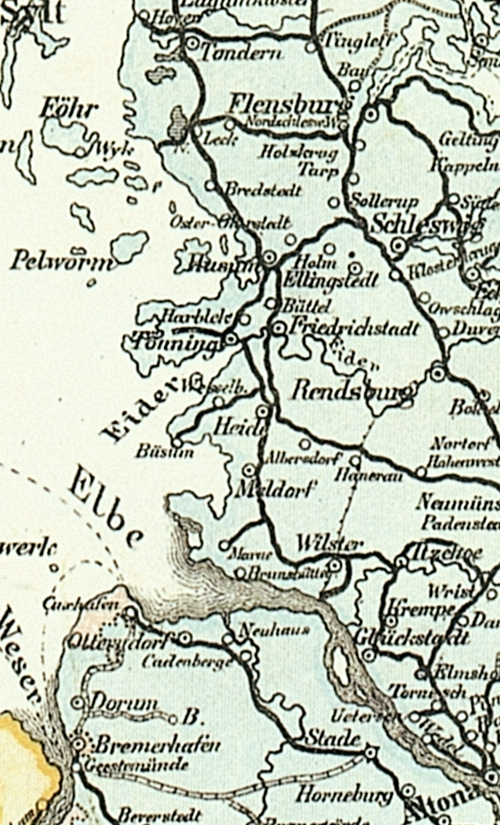
Verlauf 1899

### Nach dem Ersten Weltkrieg
Durch die Grenzziehung 1920 zwischen Niebüll und Tondern ließ der Verkehr nach Sylt nach. Der Weg dorthin mit zweimaliger Querung der deutsch-dänischen Grenze war umständlich geworden, obwohl die dänischen Behörden plombierte Transitzüge zuließen. Damit konnte auf eine Zollkontrolle der Reisenden verzichten werden.

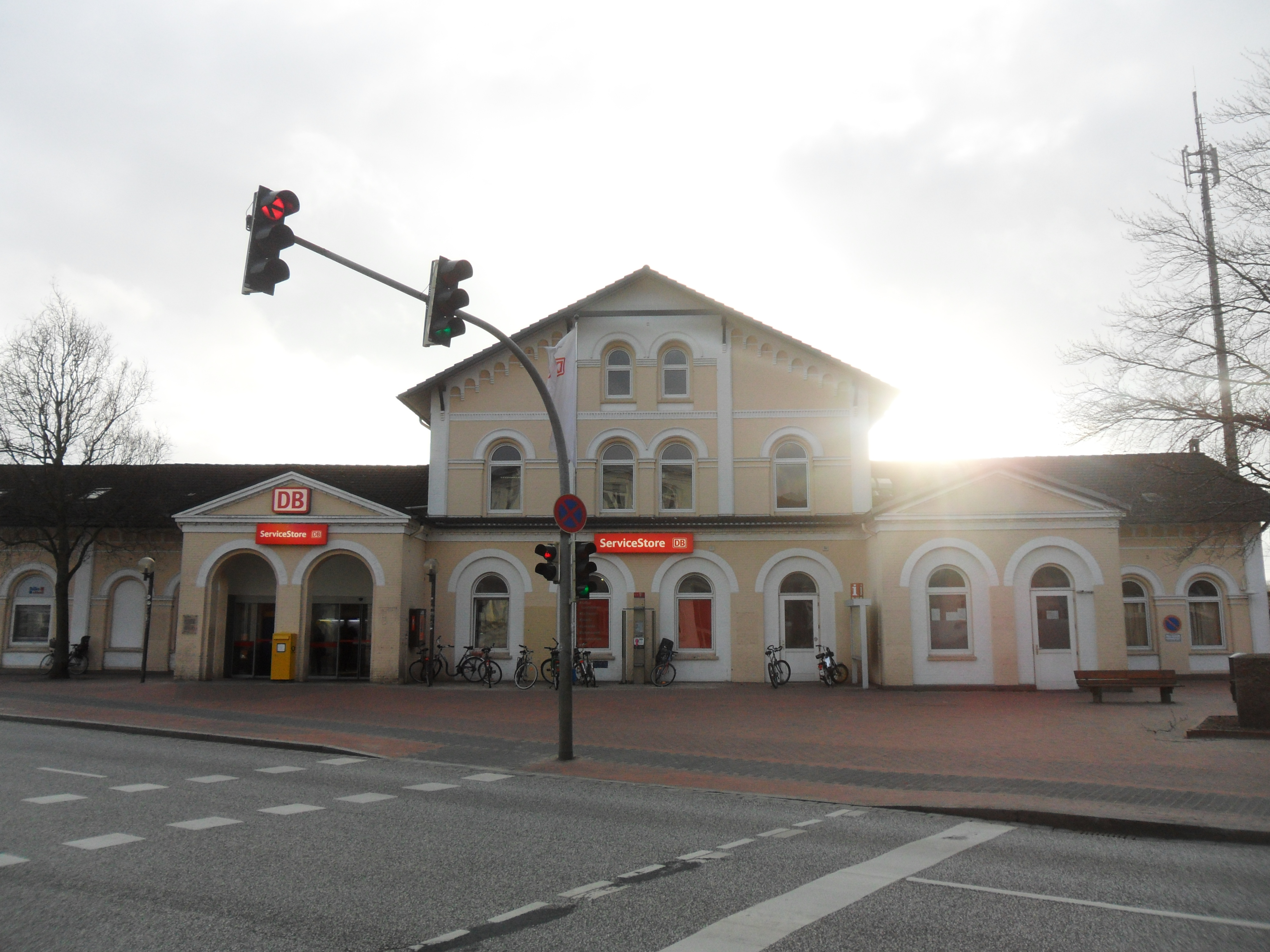
Bahnhof Itzehoe

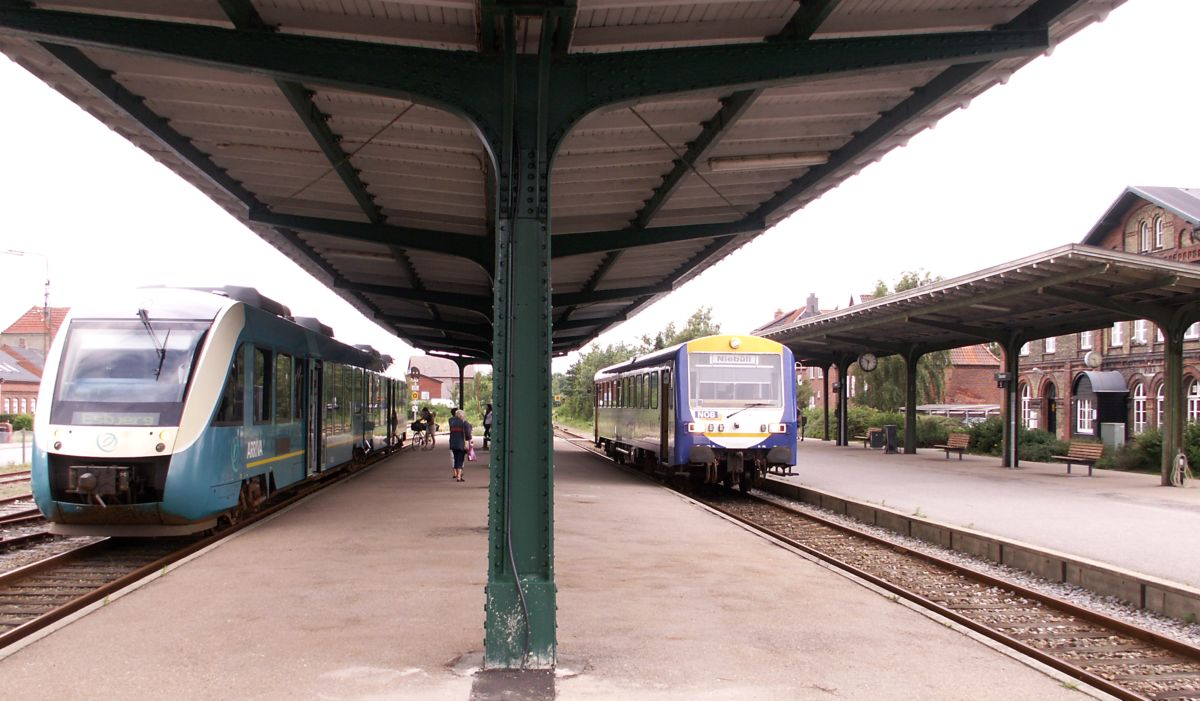
Bahnhof Tønder

Ursprünglich führte die Marschbahn von Wilster direkt nach Sankt Michaelisdonn. Beim Bau des Nord-Ostsee-Kanals erhielt diese Strecke südlich der Linie Averlak–Kudensee eine Drehbrücke bei Taterpfahl (Koordinaten: 53° 55′ 32,2″ N, 9° 12′ 4,4″ O). Diese wurde bei der Verbreiterung des Kanals 1920 durch die Hochbrücke Hochdonn ersetzt. Die Strecke wurde verlegt, weil die Tragfähigkeit des Marschbodens geringer ist als die der Geest. Weil die Geest höher liegt, war außerdem weniger Material für die Rampen notwendig. Zum Umbau mit Hochbrücke wurde erst die direkte Linie von Itzehoe nach Meldorf projektiert. Nach Protesten aus Wilster und Sankt Michaelisdonn kam die heutige Streckenführung zustande, die um 5,8 Kilometer länger ist als die ursprüngliche. 1981 wurde bei einer Neuvermessung die Fehlkilometrierung beseitigt und der in Wilster aufgestellte Gedenkstein ins Museum gebracht.
Die alte Strecke hatte 1893 südlich des Kanals eine Zweigstrecke von Sankt Margarethen bis Brunsbüttelkoog erhalten, mit der sie ab Wilster zusammengelegt wurde, und auf der Nordseite wurde sie von Eddelak nach Brunsbüttel Nord umgebaut. Abgebaut wurde nur der Abschnitt vom Bahnhof Landscheide bis Blangenmoor, heute Ortsteil von Brunsbüttel. Außerdem wurde ein Teil der Nordstrecke zusammen mit der 1881 fertig gestellten Nebenstrecke Sankt Michaelisdonn – Marne – Friedrichskoog getrennt betrieben (siehe unter „Abzweigende Strecken“). Diese wurde zunächst nur für den Güterverkehr, speziell für den Transport von Zuckerrüben, gebaut und erst später für den Personenverkehr freigegeben.
Am 9. Oktober 1922 wurde das Gleis von Niebüll nach Klanxbüll fertig gestellt, um Materialien für den Bau des Hindenburgdamms anfahren zu können.
Die Strecke war bis Süderlügum durchgehend zweigleisig.

### Nach dem Bau des Hindenburgdammes
Einschneidende Veränderungen ergaben sich am 1. Juni 1927 durch die Eröffnung des Hindenburgdammes. Westerland erhielt einen neuen Bahnhof der Deutschen Reichsbahn. Die Sylter Inselbahn verlor ihren Verkehr von Munkmarsch nach Westerland, weil der Verkehr nach Sylt nicht mehr per Fähre von Hoyer-Schleuse nach Munkmarsch erfolgte, sondern über den Hindenburgdamm führte. Die Inselbahn baute vor dem Reichsbahnhof ein eigenes, einfaches Empfangsgebäude. Die Transitzüge und die Fähre Hoyerschleuse–Sylt wurden eingestellt. Die Strecke Niebüll–Tondern wurde zur Nebenbahn herabgestuft und 1930 das zweite Gleis zwischen Niebüll und Süderlügum zurückgebaut. Die von Hamburg nach Tønder führenden Züge erhielten einen Laufweg nach Westerland. Die Züge der Strecke Flensburg–Niebüll wurden ersatzweise nach Süderlügum durchgebunden. Im Zweiten Weltkrieg wurde 1942 nach einem Dammrutsch das zweite Gleis zwischen Hattstedt und Bredstedt für eine Verwendung im Osten zurückgebaut.

### Zu Zeiten der Bundesbahn

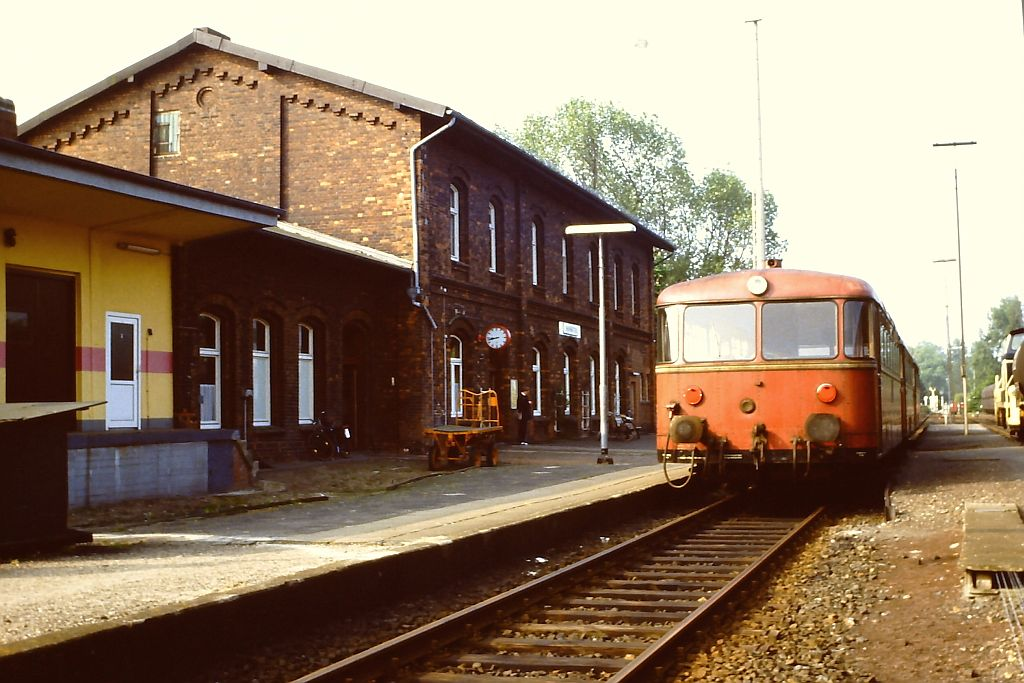
DB-Schienenbus Baureihe 798 im Bahnhof Brunsbüttel (1986)

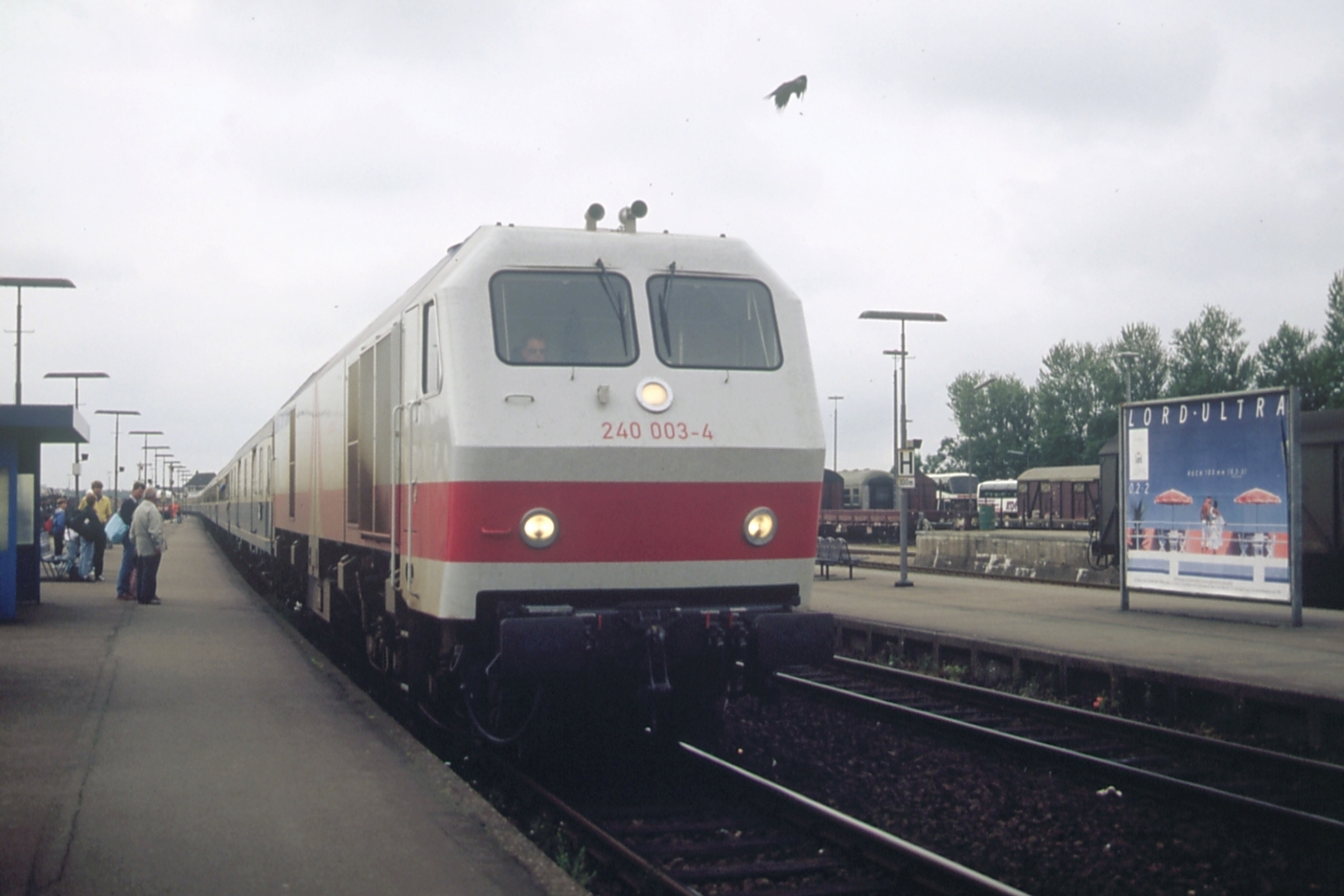
Versuchslok DB-Baureihe 240 in Niebüll (1990)

Nach dem Zweiten Weltkrieg wurden besonders in der Sommersaison viele und lange Schnellzüge nach Westerland (Sylt) geführt. Kindererholungsheime auf Sylt und anderen nordfriesischen Inseln sorgten für Verkehr vor allem aus Berlin und dem Ruhrgebiet. Die meisten Züge fuhren über Hamburg hinaus in Richtung Köln über das Ruhrgebiet, einige fuhren bis in den Süden Deutschlands. Täglich verkehrte ein Interzonenzugpaar von und nach Berlin, das in der Sommersaison am Wochenende durch ein weiteres Zugpaar verstärkt wurde. Diese Schnellzüge hielten meistens auch in kleineren Bahnhöfen wie Elmshorn, Glückstadt und Friedrichstadt.
Ab 1950 wurde die Beförderung von Kraftfahrzeugen über den Hindenburgdamm mit 20.000 Fahrzeugen pro Tag immer umfangreicher, so dass 1959 auf dem Damm ein Ausweichgleis von 700 Meter Länge bei der Blockstelle „Hindenburg“ gebaut wurde. 1972 folgten weitere Ausweichen bei Emmelsbüll und Morsum.
Bis in die 1970er Jahre verwendete die DB für ihre Züge leistungsfähige Dampflokomotiven der Baureihe 01.10, die im Bahnbetriebswerk am Bahnhof Hamburg-Altona beheimatet waren. Sie wurden von Dieselloks der Baureihe 218 abgelöst, die oft in Doppeltraktion verkehrten, um die elektrische Leistung zur Versorgung der Klimaanlagen bereitzustellen.
Während in den Schnellzügen das übliche DB-Wagenmaterial verwendet wurde, waren in den Eil- und Nahverkehrszügen häufig Vorkriegseilzugwagen der Verwaltungsgruppen 30 und 36 zu sehen. Auch Mitteleinstiegswagen kamen häufig in den Zügen vor. Mit deren Ausmusterung wurden hier die üblichen n-Wagen („Silberlinge“) verwendet.
Eine erhebliche Aufwertung der Marschbahn brachte der Sommerfahrplan 1978. Einige Züge des in diesem Jahr zwischen Köln und Hamburg eingeführten Intercity-Stundentaktes (IC) mit Erster- und Zweiter-Klasse-Wagen wurden über Hamburg hinaus bis Westerland (Sylt) geführt. Sie waren nördlich von Hamburg tariflich als Schnellzüge eingeordnet. Ein Jahr später kamen IC-Verbindungen von Westerland (Sylt) in Richtung Frankfurt am Main und München hinzu.
Grenzüberschreitend nach Tondern und weiter nach Esbjerg verkehrten nur noch saisonal einige Personenzüge aus einzelnen Kurswagen der Relation Hamburg – Esbjerg. 1981 wurden seitens der Bundesbahn diese Züge aufgegeben. Grenzüberschreitend verkehrten bis zu der im Jahr 2000 erfolgenden Reaktivierung zwischen Niebüll und Tondern nur wenige Sonderzüge. Von Niebüll bis Süderlügum gab es in dieser Zeit sporadischen Güterverkehr.
Ab 1961 wurden auf der Strecke St. Michaelisdonn – Marne – Friedrichskoog nur Güter transportiert. In den 1980er Jahren wurde die Strecke aufgegeben und ab Marne zurückgebaut.
Der Personenverkehr auf der Stichstrecke Wilster – Brunsbüttel wurde von der Deutschen Bundesbahn zum 27. Mai 1988 eingestellt. Seitdem werden die verbliebenen Gleisanlagen des ehemaligen Personenbahnhofs im Rahmen des Güterverkehrs von der Deutschen Bahn weiter genutzt. Der Haltepunkt auf der Marschbahn im Personennahverkehr wurde dagegen auf eine neue Gleisverbindung auf die gegenüberliegende Seite des vormaligen Bahnhofsgebäudes an den nordöstlichen Ortsrand verlegt.

### Taktfahrplan seit 1991
Im Jahr 1991 wurde im Personenverkehr das komplette Angebot auf der Marschbahn und in ganz Schleswig-Holstein geändert. Neu wurden zweistündliche Züge angeboten, die zwischen Hamburg und Heide ohne Halt fuhren und sogar weniger Zwischenhalte als IC-Züge vorsahen. Diesen „Super-Eilzügen“ lag eine Marktstudie zugrunde, die ergeben hatte, dass den ganzen Tag über in Hamburg aus dem IC-Netz ein gleichmäßiges Reisendenaufkommen zu den Urlaubs- und Erholungsorten an der Nordsee festzustellen war. Diesem Kundensegment, das teilweise (Umsteige-)Stationen wie Heide, Niebüll und Husum nutzte, sollten Reisezeiten ab Hamburg von unter zweieinhalb Stunden geboten werden. Gegenüber einer Ausweitung des IC-Netzes hatte diese Lösung den Vorteil, den auf Hamburg ausgerichteten Bezirksverkehr mit in diese Züge integrieren zu können. Den Verkehr bis Husum übernahmen Nahverkehrszüge im Stundentakt, die an allen Stationen hielten. In den Hauptverkehrszeiten verstärkten zusätzliche Nahverkehrszüge der Relation Hamburg– oder Pinneberg–Itzehoe das Angebot.
Wenig später wurden die IC-Züge im Zwei-Stunden-Takt über die Marschbahn geführt, die somit im Stundentakt von den vorgenannten Zügen des schnellen Fern- und Bezirksverkehrs bedient wurden.

### Elektrifizierung
Der Abschnitt von Hamburg bis Itzehoe wurde 1998 elektrifiziert.  Fortan wurden zwischen Hamburg bzw. Pinneberg und Itzehoe Regionalbahnen im Stundentakt geführt. Diese Züge verkehrten mit n-Wagen-Garnituren in Minttürkis/Pastelltürkis/Lichtgrau oder Verkehrsrot und wurden überwiegend mit E-Loks der Baureihe 141 bespannt, seit deren Abstellung und Ausmusterung mit Loks der Baureihe 143. Die ebenfalls als Regionalbahnen bezeichneten Züge von Hamburg bis nach Husum ließen dafür südlich von Itzehoe nunmehr einige kleinere Stationen aus. Diese Züge fuhren trotz der nun vorhandenen Oberleitung zunächst mit Dieselloks der Baureihe 218, meistens in Doppeltraktion. Doch auf Intervention des Landes Schleswig-Holstein, welches einen großen Anteil der Elektrifizierungskosten übernommen hatte, wurden diese Züge seit 2001 größtenteils bis Itzehoe von E-Loks der Baureihe 110 und ab dort von Dieselloks weiter geführt.
Nachdem 2002 eine bundesweite Marktanpassung im Fernverkehr vorgenommen worden war, reduzierte DB Fernverkehr ihr IC-Angebot auf der Marschbahn. Die früheren „Super-Eilzüge“ verkehrten nun als Regional-Express und erhielten einige weitere Halte. Sie verkehrten dafür im Stundentakt, außer wenn es in gleicher Fahrlage einen IC-Zug gab. Inzwischen verkehren auf der Marschbahn vier Zugpaare. Die IC verkehren von/nach Frankfurt am Main (über Köln) „Deichgraf“, Stuttgart (über Köln) „Nordfriesland“, Karlsruhe (über Hannover) „Wattenmeer“ und Dresden (über Berlin) „Uthlande“.
Seit Ende 2013 wird von Seiten der Landes- und Kommunalpolitik sowie der Wirtschaft an der Westküste wieder verstärkt die Elektrifizierung des bisher noch mit Dieselloks betriebenen Abschnittes zwischen Itzehoe und Westerland gefordert. Argumentiert wird dabei auch mit der verbesserten Verkehrsanbindung der Urlaubsregion Nordfriesland, v. a. der Insel Sylt, an die deutschen Großstädte und Ballungszentren. Im 2016 neu aufgelegten Bundesverkehrswegeplan 2030 wurde dieses Vorhaben jedoch nicht aufgenommen.
Das Land Schleswig-Holstein gab Anfang 2022 bekannt, die Elektrifizierung stattdessen selbst zu beauftragen. Im März 2022 waren die ersten Ausschreibungen für Planungsleistungen in Vorbereitung. Das Projekt wurde zur Förderung durch den Bund über das Gemeindeverkehrsfinanzierungsgesetz (GVFG) angemeldet.

### Zu Zeiten des NOB-Betriebes

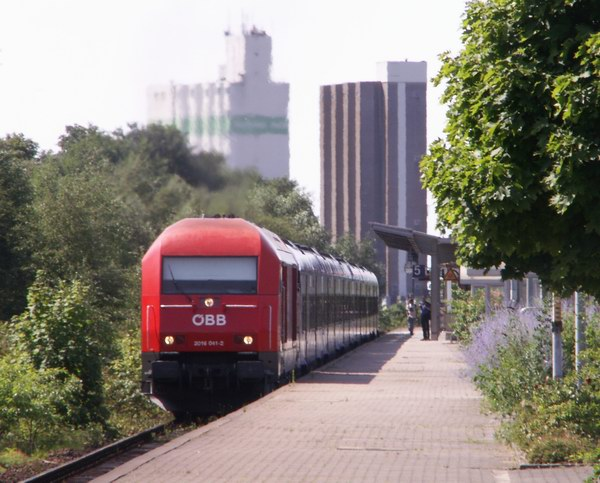
Bahnhof Husum mit Zug der NOB nach Hamburg, von einer Lokomotive der ÖBB-Baureihe 2016 gezogen

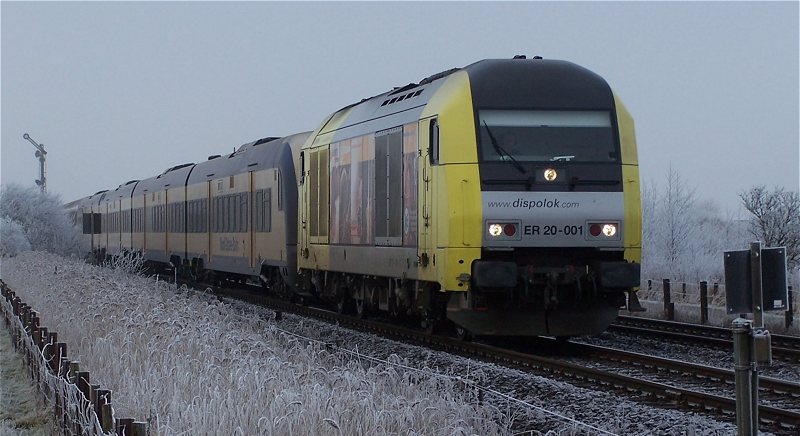
Eine ER-20-Lok zieht einen „NOB-Marschbahn-Express“ von Westerland nach Hamburg-Altona.

Der Betrieb des Regionalverkehrs zwischen Hamburg-Altona und Sylt wurde 2002 vom Land Schleswig-Holstein neu ausgeschrieben und ging 2003 für die Zeit ab 11. Dezember 2005 für zehn Jahre an die Nord-Ostsee-Bahn (NOB), ein Tochterunternehmen von Transdev. Der Vertrag galt zum damaligen Zeitpunkt als größter Auftrag für das private Bahnunternehmen Connex (später Veolia) in Deutschland. Das Konzept sah stündliche Züge mit wenigen Halten zwischen Hamburg und Husum vor, die mit neu entwickelten Wagen („Married Pair“) von Bombardier bestückt und teilweise mit Halberstädter Wagen verstärkt wurden. Hinzu kam ein weiterer Stundentakt der RB 62 mit Talent-Triebwagen zwischen Itzehoe und Husum (später nur noch zwischen Itzehoe und Heide).
Von der Ausschreibung dieser Verkehrsleistung auf der Gesamtstrecke unberührt verblieb damals der Umlandverkehr zwischen Hamburg Hauptbahnhof und Itzehoe. Hier betrieb DB Regio weiterhin die RB 61 bis zum Fahrplanwechsel 2014/2015 im Dezember 2014. Auf Basis der gewonnenen Ausschreibung wird diese Leistung seither durch die Nordbahn erbracht.

### DB Regio Schleswig-Holstein seit Dezember 2016
Der Schienenpersonennahverkehr von Hamburg-Altona nach Westerland wurde im Spätsommer 2013 für die Zeit ab dem Fahrplanjahr 2016/2017 bis Dezember 2025 erneut ausgeschrieben. Sowohl die für die Ausschreibung zuständige Stelle, der Nahverkehrsverbund Schleswig-Holstein, als auch der Fahrgastverband Pro Bahn befürworteten dabei die Beschleunigung einiger Züge, z. B. im Berufsverkehr und am Wochenende. Dies soll zur Verkürzung der Fahrzeit (Hamburg–Westerland) von jetzt etwas mehr als drei Stunden führen. Neben der Nord-Ostsee-Bahn bewarben sich Abellio und DB Regio. Den Zuschlag erhielt DB Regio Schleswig-Holstein.
Im Januar 2024 wurde nach vorangegangener Ausschreibung bekanntgegeben, dass DB Regio Schleswig-Holstein auch in der nächsten Vertragsperiode von Dezember 2025 bis Dezember 2034 die Linien RE 6 und RB 62 betreiben wird.
Seit Dezember 2014 wird die Linie RB 61 Itzehoe–Hamburg Hbf (ohne Halt in Hamburg-Altona) durch die nordbahn mit elektrischen Flirt-Triebzügen im Stundentakt durchgeführt. In der Hauptverkehrszeit fahren zusätzlich Flügelzüge der Linie RB 71 Wrist–Hamburg-Altona zwischen Itzehoe und Hamburg-Altona. Das Kuppeln und Teilen erfolgt in Elmshorn.
Die Linie RB 62 Heide–Itzehoe wird durch DB Regio mit LINT 54-Triebwagen (Baureihe 622) bedient.
Es gelten der Schleswig-Holstein-Tarif sowie die Angebote des Deutschlandtarifs.

### Bahnbetriebswerke an der Marschbahn

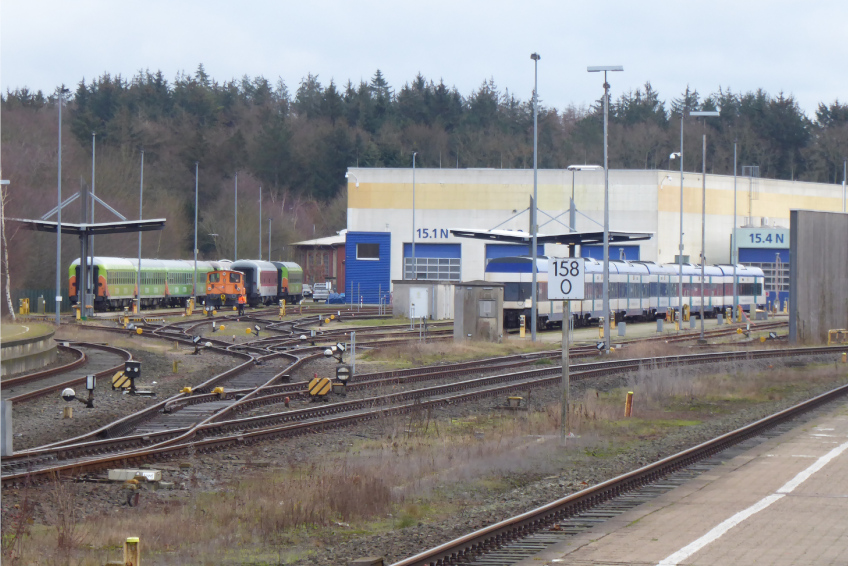
Bw Husum (2019)

Historisch wurde das erste Betriebswerk im ersten Bahnhof Glückstadt eingerichtet und bis 1863 genutzt. Es hatte einen Lokschuppen mit zwei Zufahrten, eine Untersuchungsgrube und einen Wasserkran und wohl ein Brennstofflager. Am neuen Bahnhof 1863 entstand mit Übernahme der Betriebsführung durch die Elmshorn-Glückstädter Gesellschaft deren erstes eigenes Betriebswerk mit einem Lokschuppen mit drei Zufahrten, Untersuchungsgrube, Wasserkran und Lagermöglichkeiten für alle Betriebsstoffe. Es wurde 1887 aufgegeben und seine Funktion übernahm das Bahnbetriebswerk Itzehoe.
1887 wurde das Bahnbetriebswerk Tondern an der Marschbahn erbaut. Es ist heute als Museum erhalten, jedoch in schlechtem Zustand.
Die auf der Marschbahn verkehrenden Fernzüge wurden bis zum Ende der Dampftraktion vom Bahnbetriebswerk Hamburg-Altona bespannt, dessen letzte bekannte Leistung auf der Marschbahn Lokomotiven der Baureihe 012 der Deutschen Bundesbahn erbrachten. Diesellokomotiven der Werke in Flensburg, Lübeck und Hamburg-Altona lösten die Dampflokomotiven ab. Weitere Betriebswerke in Itzehoe, Heide und Husum bedienten die Züge des Nah- und Güterverkehrs.
Verblieben ist das Betriebswerk Niebüll für den SyltShuttle, das als Mutterbetriebswerk das Bahnbetriebswerk Husum ablöste, nachdem diese Werkstatt von der damaligen Eisenbahnwerkstatt-Gesellschaft mbH (EWG) übernommen worden war. Das Bahnbetriebswerk Heide gewann seine Bedeutung durch die Stationierung von Akkufahrzeugen der Baureihe 515. Nachdem die letzten Triebwagen dieses Werk 1988 verlassen hatten, wurde es stillgelegt. Das einst bedeutende Bahnbetriebswerk Itzehoe für Dampflokomotiven wurde durch eine Tankstelle für Dieselloks der DB ersetzt. Nur die Untersuchungsgrube ist noch in Betrieb.

## Heutiger Betrieb auf der Marschbahn

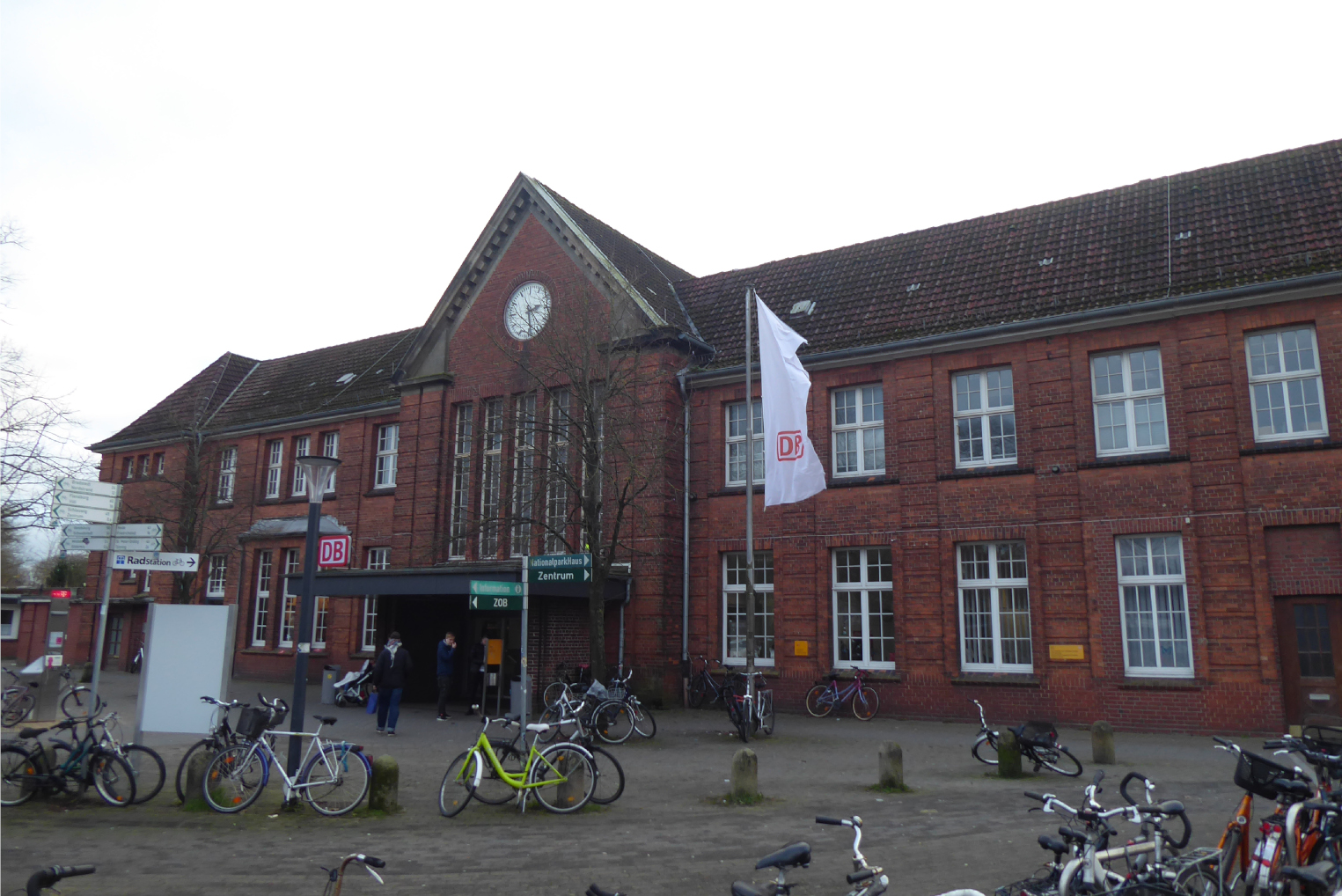
Bahnhof Husum (2019)

Auf der Marschbahn werden – teilweise mit geographischen Schwerpunkten – alle Formen des Bahnverkehrs durchgeführt. Das Rückgrat bildet dabei der Schienengebundene Personennahverkehr.
Das gesamte Passagieraufkommen beläuft sich jährlich auf etwa fünf Millionen Reisende. Hierzu tragen einerseits der Berufspendlerverkehr in den Ballungsraum Hamburg und im Bereich Nordfriesland zur Insel Sylt, sowie im Fernverkehr darüber hinaus der Zubringerdienst zu den Nordseebädern, den Nordfriesischen Inseln und den Halligen bei. Die Reisezeit für die Gesamtstrecke Hamburg–Westerland beträgt etwa drei Stunden. Seit 2010 gilt der Streckenabschnitt von Niebüll bis Westerland als „überlasteter Schienenweg“.

### Nahverkehr
Seit dem Fahrplanwechsel 2016/2017 im Dezember 2016 erfolgt dieser Betrieb auf der Gesamtstrecke zwischen den Bahnhöfen Hamburg-Altona und Westerland mit durchgehenden Verbindungen durch DB Regio (vormals Regionalbahn Schleswig-Holstein). Die Regional-Express-Züge der Linie 6 des Tochterunternehmens der Deutschen Bahn verkehren (außer in Tagesrandlage) hierbei zwischen den Stationen Heide (Holst) und Itzehoe ohne Zwischenhalt.
Daher werden die Nahverkehrsfahrpläne auf diesem Streckenabschnitt durch Regionalbahnen der Linie RB 62 Itzehoe–Heide (Holst) (in Tagesrandlage bis Husum) verstärkt, die an allen Zwischenstationen halten. Für Pendler wird das Angebot mit der Linie RB 61 verdichtet. Sie verkehrt – ausgehend von Hamburg Hauptbahnhof – auf der Marschbahn bis zum Bahnhof Itzehoe. Dieser Betrieb wurde bereits zum Fahrplanwechsel 2014/2015 im Dezember 2014 an die Nordbahn vergeben. Der Verkehrsvertrag für die Linien RB 61 und RB 71 für den Zeitraum nach 2027 wurde im Mai 2025 erneut an die Nordbahn vergeben.
Nach Abschluss der Elektrifizierung ist ein Wegfall der RB 62 sowie eine Verlängerung der RB 61 bis Heide mit allen Unterwegshalten vorgesehen.
Die Einrichtung weiterer Haltepunkte ist bis 2027 in Vaale sowie ab frühestens 2027 in Lindholm, Hattstedt, Weddingstedt, Hemmingstedt, Itzehoe Alsen und Kiebitzreihe geplant.
Zudem gibt es neben dem RE 6 auch einige Verbindungen, welche als RE 60 verkehren. Diese haben Hamburg-Altona zum Ziel und halten unterwegs lediglich in Keitum, Morsum, Klanxbüll, Niebüll und Husum. Zwei Zugpaare halten im Sommer auch in Heide und Hamburg Hbf, lassen aber den Altonaer Bahnhof aus und werden direkt Richtung Dammtor geleitet.Des Weiteren hält im Sommerfahrplan ein Zugpaar (RE 4192/4199) zusätzlich in Elmshorn (Richtung Norden auch in Pinneberg und Itzehoe)
Mit Beginn des Jahresfahrplanes 2021/22 kann wochentags nachmittags ein IC der Linie 29 (Westerland (Sylt)–Berlin Südkreuz) von Westerland bis Niebüll zuschlagfrei genutzt werden. Er bedient zudem die Bahnhöfe Keitum und Klanxbüll ohne Zwischenhalt in Morsum.
Bei einigen RE6 entfällt der Halt Morsum (Sylt) durch die Trassenbelegung der IC, die jeweils vor oder nach dem RE6 verkehren.

### Fernverkehr
Im Schienenpersonenfernverkehr bedient die Deutsche Bahn die Strecke mehrmals täglich mit Intercity-Zügen, die Hamburg-Altona nicht anfahren, sondern über Hamburg Dammtor und Hamburg Hauptbahnhof durchgehende Verbindungen ins Ruhrgebiet –Köln, nach Berlin und über Hannover und Frankfurt (Main) nach Stuttgart schaffen. Zudem führen diese Züge von April bis Oktober Kurswagen von und nach Dagebüll, die in Niebüll umrangiert werden.
Von 2015 bis 2024 wurden als Sylt-Shuttle-Plus von DB Fernverkehr Schnellzüge zwischen Bredstedt und Westerland angeboten, vereinzelt fuhren auch Züge zwischen Hamburg-Altona und Westerland. Es wurden Dieseltriebwagen eingesetzt, die zwischen Niebüll und Westerland mit Autozügen vereinigt fuhren.

### Güterverkehr

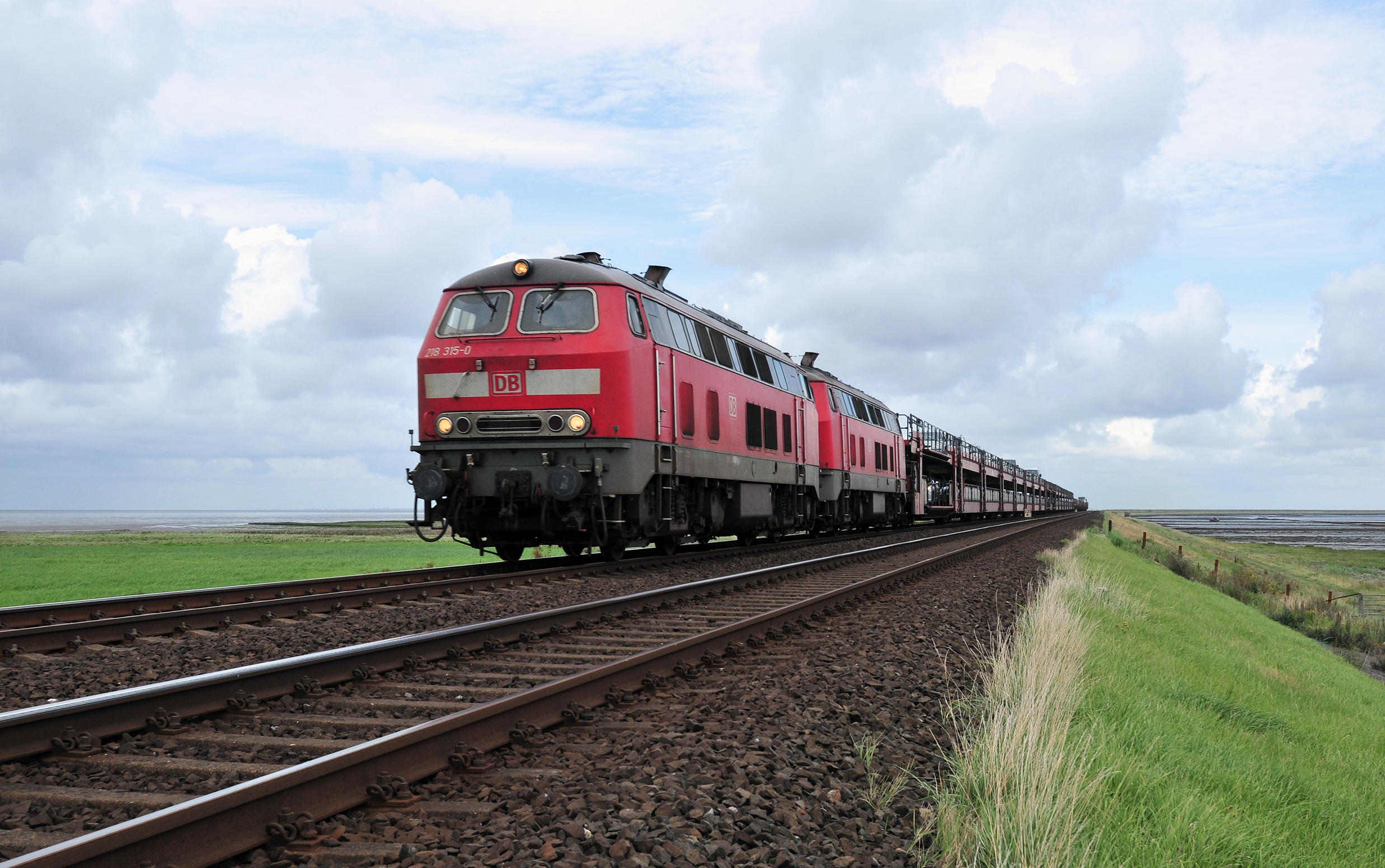
Hindenburgdamm mit Shuttle-Zug

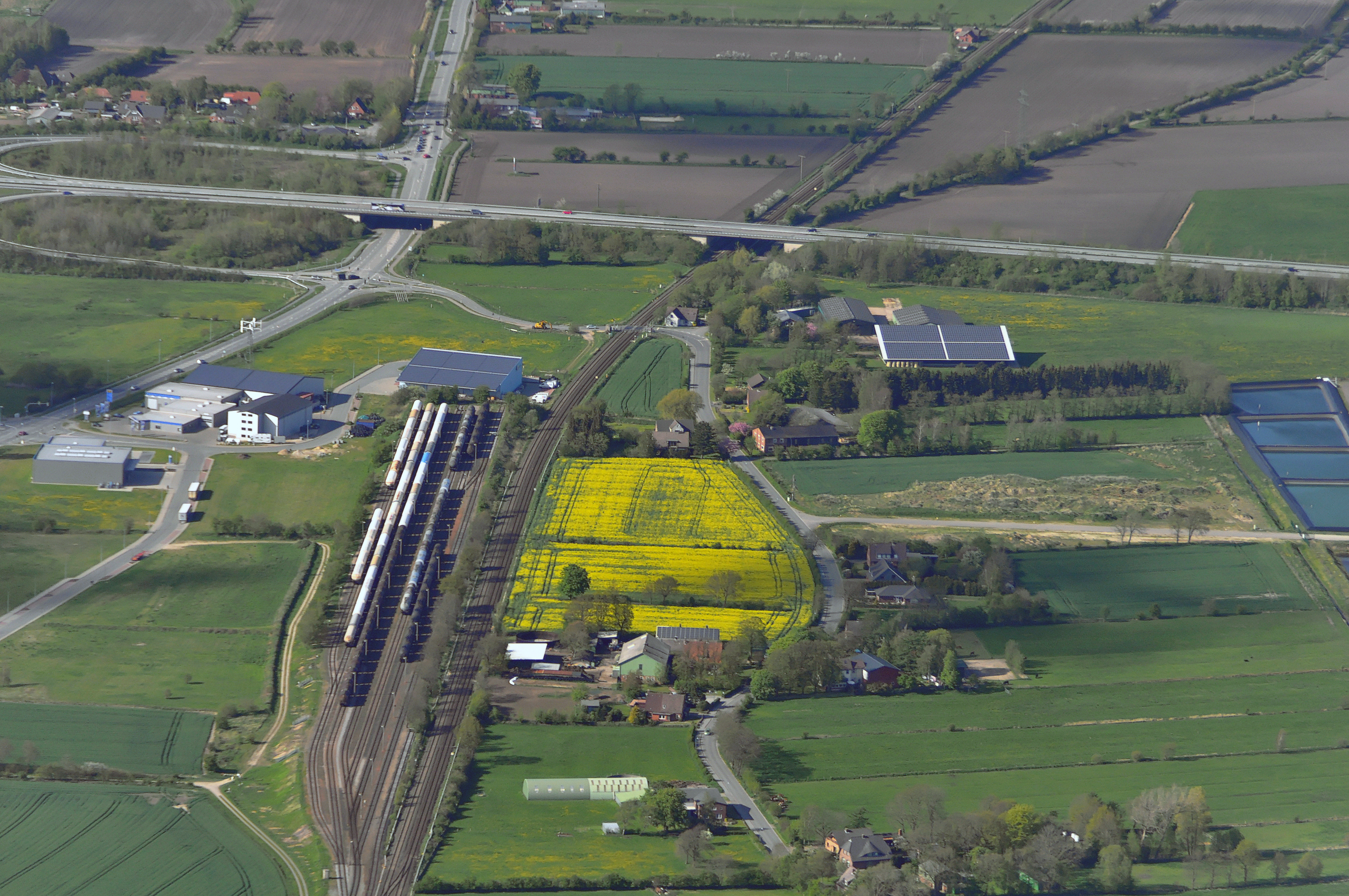
Rangierbetrieb an der Raffinerie Hemmingstedt

Vor allem im südlichen Abschnitt der Marschbahn um den Knoten Itzehoe ist der Güterverkehr beträchtlich. Von Brunsbüttel aus werden Chemikalien und Steinkohle in Richtung Hamburg, Kiel und Neumünster befördert. In Hemmingstedt, südlich von Heide, sorgt die dortige Erdölraffinerie für Güterverkehr. Ein Zementwerk in Lägerdorf bei Itzehoe wird regelmäßig per Bahn bedient. Auf dem nördlichen Teil der Marschbahn verkehren Güterzüge von Niebüll nach Westerland. Betreiber war dort bis 2020 CFL Cargo Deutschland (ex-neg). Seit Dezember 2020 werden die Güterzüge durch RDC betrieben. Eingesetzt werden eine Vossloh DE12 (4125 005), sowie die DB-Baureihe V60 (363 180) für Rangierarbeiten im Bahnhof Westerland. Die lange Jahre von Itzehoe aus im Güterzugdienst eingesetzten Diesellokomotiven der Baureihe 295 wurden durch die Voith Gravita 10 BB abgelöst, die von der Deutschen Bahn unter der Baureihe 261 geführt wird. Güterzüge werden südlich von Itzehoe sowohl mit Elektrolokomotiven wechselnder Baureihen als auch mit anderen Diesellokomotiven verschiedener Betreiber gefahren.
Nicht zum Güterverkehr zählt allerdings der Autozugverkehr Niebüll–Westerland. Die Autozüge der DB müssen wegen des hohen Windwiderstandes der Doppelstockwagen mit zwei Lokomotiven der Baureihe 218 bespannt werden. Auf die Gefahr hin, dass eine Lokomotive ausfällt, muss der Zug in der Lage sein, den Damm ohne Probleme verlassen zu können. Dadurch, dass die Baureihen 245 und 251 dieselelektrisch betrieben werden und mehrere Fahrmotoren besitzen, dürfen diese einzeln eingesetzt werden.

### Strecke Niebüll–Tondern
Der Abschnitt Niebüll–Tondern wurde 1887 fertig gestellt. Die Kilometrierung ging ab 1892 von Elmshorn bis Hoyer-Schleuse (siehe Bahnstrecke Tønder–Højer Sluse). Die Strecke wurde ab dem 1. Juni 1980 im Personenverkehr und ab dem 15. August 1999 im Güterverkehr nicht mehr von der Deutschen Bahn genutzt – zuletzt waren noch Güterzüge bis Süderlügum gefahren. 2000 lud die damalige Nordfriesische Verkehrsbetriebe AG (NVAG) zusammen mit den Organisatoren des „Challenge Day“ Vertreter aus Politik und Wirtschaft zu einer Probefahrt von Niebüll nach Tondern ein. Danach wurde die Reaktivierung der Verbindung erörtert. Ab 2001 befuhr die NVAG die Strecke im zweistündlichen Regelbetrieb. Nach umfangreichen Sanierungsarbeiten auf dänischer Seite wurde die Strecke ab 2003 ganzjährig mit einem NE 81 von der Nord-Ostsee-Bahn betrieben, die die Streckenrechte der mittlerweile insolventen NVAG übernommen hatte. Der nördliche Abschnitt von Tønder nach Bramming wird heute als Nebenbahn betrieben. Die Züge fahren über Bramming durchgehend bis Esbjerg. Seit dem 12. Dezember 2010 bedienten bis etwa 2023 Arriva Danmark den Südabschnitt über Tønder hinaus weiter bis Niebüll. Somit bestand eine durchgehende Verbindung zwischen Niebüll und Esbjerg. Seither pendeln Züge der NVAG zwischen Niebüll und Tønder im Zweistundentakt, ab Tønder besteht ein Stundentakt nach Esbjerg.
Die unentgeltliche Beförderung Schwerbehinderter sowie das Schleswig-Holstein-Ticket und das Deutschlandticket gelten bis Tønder.
Es gibt Bestrebungen, die Höchstgeschwindigkeit auf der Strecke auf 120 km/h zu erhöhen. Die Strecke wird dabei, als erste in Deutschland, mit ETCS Level 1 für die Betriebsart Full Supervision ausgerüstet. Gleichsam wird erstmals eine NE-Bahn in Deutschland mit ETCS ausgerüstet.